# Fender Stratocaster

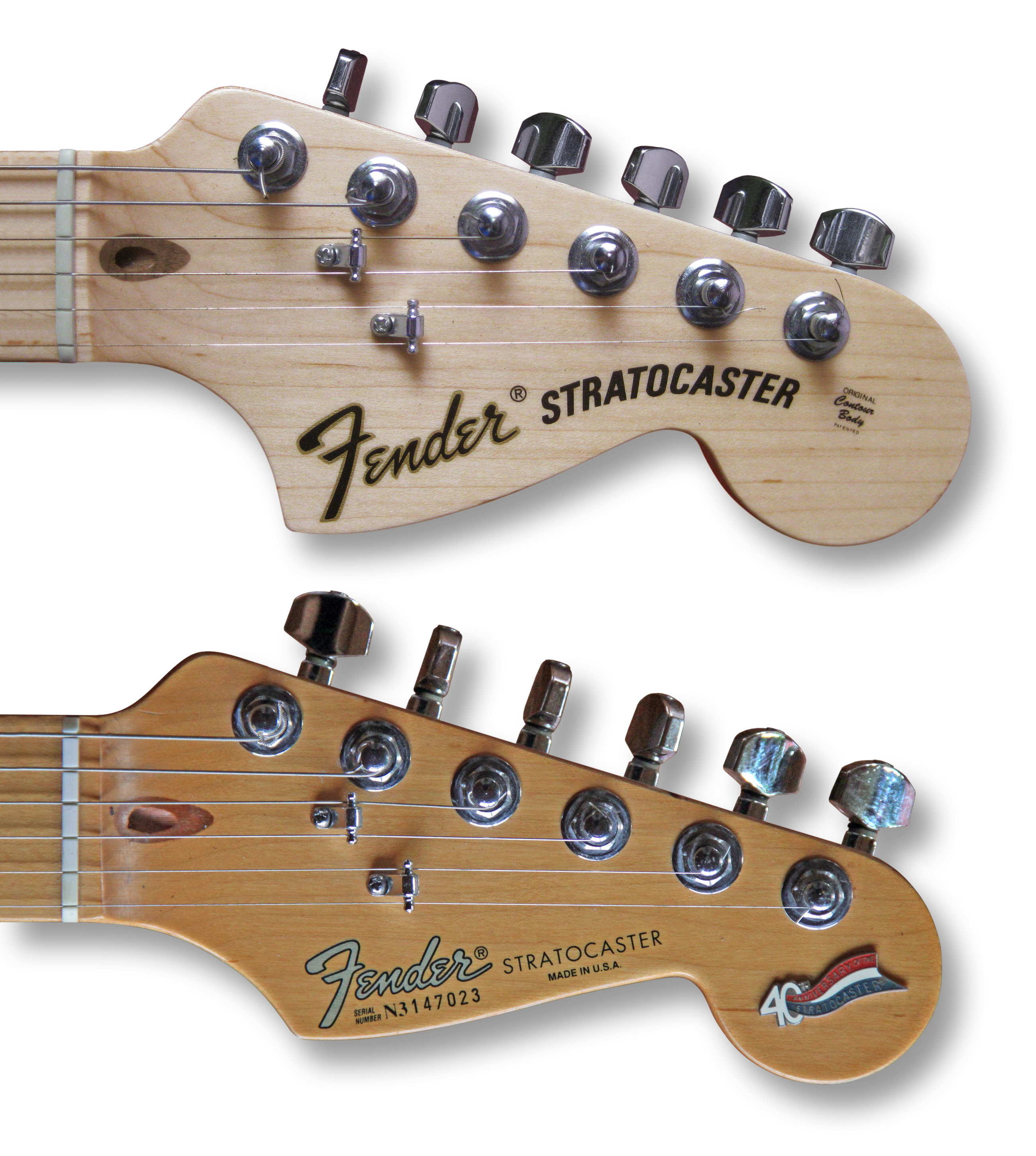
Fender Stratocaster: Vergleich der beiden Kopfplatten: frühe Version, bei einem „40th Anniversary of the Stratocaster“ Jubiläumsmodell, (unten), und späte – „CBS-Version“ (oben).

Die Fender Stratocaster oder Stratocaster (oft verkürzend auch „Strat“ benannt) ist ein E-Gitarren-Modell, das seit 1954 von der US-amerikanischen Firma Fender hergestellt wird. Die Stratocaster wirkte bei ihrem Erscheinen revolutionär und gilt bis heute als beliebteste, meistverkaufte und meistkopierte E-Gitarre weltweit. Die Stratocaster wird neben dem Herkunftsland USA auch in Mexiko, Japan, Korea und weiteren Staaten produziert, und in diesem Rahmen auch mit gewissen Anpassungen unter der Fender-eigenen Marke Squier vertrieben.

## Geschichte
Nachdem mit der Fender Telecaster erfolgreich die erste E-Gitarre und mit dem Precision Bass der erste E-Bass der Firma auf den Markt gebracht worden waren, begann Erfinder und Firmengründer Leo Fender 1952 mit der Entwicklung einer neuen E-Gitarre.
Leo Fender war in seinen Ideen von der US-amerikanischen Automobilindustrie inspiriert. Hersteller wie Cadillac oder Chevrolet brachten in den 1950ern fast jährlich neue Modelle auf den Markt, um den technischen Fortschritt zu symbolisieren. Folgerichtig betrachtete Fender die Entwicklung der Telecaster nach ihrem Erscheinen im Jahr 1950 als abgeschlossen und plante ein komplett neues Nachfolgemodell. Bei diesem neuen Instrument sollten alle Erfahrungen und Anregungen einfließen, die man mit der Telecaster gesammelt hatte.
Händler verlangten von Fender ein höherwertiges, besser ausgestattetes Instrument, um der teuren Gibson Les Paul entgegentreten zu können. Musiker forderten eine Gitarre mit mehr Klangmöglichkeiten und Vibrato. Außerdem sollte das Instrument bequemer zu bespielen sein als die kantige, brettartige Telecaster.
Zusammen mit den Angestellten Freddie Tavares (Produktionsleiter bei Fender und Hobbymusiker), George Fullerton (Mitbegründer von Fender Musical Instruments) sowie den Gitarristen Bill Carson und Rex Gallion wurden die Eckpunkte der neuen Gitarre festgelegt:

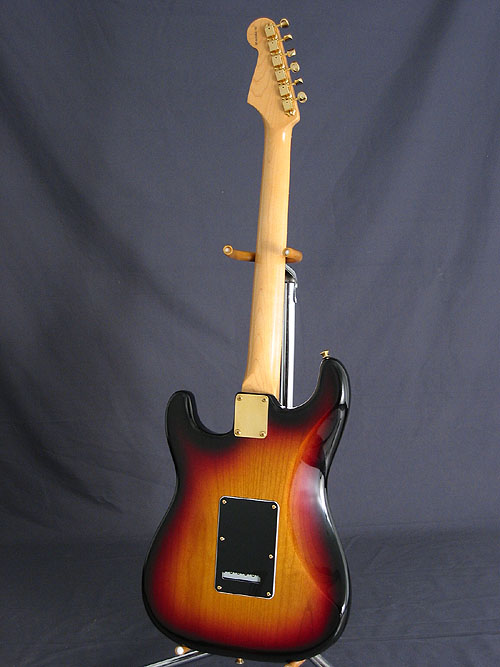
Rückseite des Korpus mit Aussparung für den Rippenbogen (rechts). Hinter der Platte in der Korpusmitte befindet sich das Fach mit dem Tremoloblock und den Federn

- Der Korpus sollte dem des Precision Bass nachempfunden werden.[4] Der Precision Bass hatte einen auf der mit einem unteren Cutaway bereits asymmetrischen Telecaster aufbauenden Korpus, der auf der Oberseite mit einem hervorstehenden „Horn“ stark verlängert wurde um den vorderen Gurtaufnahmepunkt günstiger platzieren zu können. Dies war gemäß form follows function nötig, um dem mit längerem Hals und großer Kopfplatte mit schweren Bass-Stimmmechaniken recht kopflastigen Instrument eine bessere Balance und Bespielbarkeit im Stehen zu geben. Außerdem entsprachen die futuristisch geschwungenen Formen dem Zeitgeschmack der 1950er Jahre. Gitarrist Rex Gallion regte an, dass der Korpus zusätzlich Aussparungen für den Rippenbogen (heute wegen der meist tieferen Spielhaltung oft scherzhaft „Bierbauchfräsung“ genannt) und den rechten Unterarm haben sollte. Bei der eher eckigen Telecaster störten die Korpuskanten bei längerem Spielen; einige Gitarristen hatten bereits selbst mit Raspel und Schleifpapier die gröbsten Kanten ihrer Gitarren verrundet. Darüber hinaus vergrößerte Leo Fender die Kopfplatte und glich sie noch stärker dem Design des Konkurrenten Paul Bigsby an.[4]
- Das Klangspektrum der Gitarre sollte durch den Einbau eines Vibratos und Hinzufügen weiterer Tonabnehmer erweitert werden. Gitarrist Bill Carson schlug für die neue Gitarre eine Anzahl von vier bis fünf Tonabnehmern vor; Fender hielt dies für überflüssigen Ballast und bestand wie bei den vorherigen Instrumenten auf einem (Fender Esquire, Precision Bass), maximal zwei Tonabnehmern (Telecaster). Nach langen Diskussionen einigte man sich nach dem Vorbild der Gibson ES-5 auf drei Tonabnehmer. Das Vibrato sollte im Stil des Bigsby-Vibratos ein von der Brücke getrennter, beweglicher Saitenhalter sein, der jedoch im Gegensatz zu Bigsbys massiver Aluminiumkonstruktion aus gestanzten Blechteilen bestehen sollte. Die geplante Brückenkonstruktion war ebenfalls ein gebogenes Blech, bei dem die Saiten zur Reduzierung der Reibung über kleine Rollen liefen.

So ausgestattet wurden 1953 die ersten Prototypen gefertigt und zu Testzwecken an verschiedene Musiker ausgeliehen. Die Reaktionen waren durchweg enttäuschend bis niederschmetternd: Die Blechkonstruktion des Vibratos schluckte einen Großteil der Saitenschwingung, weshalb die Prototypen sehr schrill und metallisch klangen. Gitarrist Carson beschrieb den Klang als „den eines billigen Banjos in einer Blechtonne“. Leo Fender war von seiner Konstruktion jedoch so überzeugt, dass er bereits zuvor etwa 5000 Rollen für eine geplante Serienfertigung der Blechbrücke bestellt hatte. Nach Angaben von Fabrikarbeitern verstaubte die Lieferung Rollen noch jahrelang im Lager der Firma. Nach langer Überzeugungsarbeit von Testgitarristen und Mitarbeitern konstruierte Leo für die Stratocaster widerwillig ein neues Vibrato. Den schlechten Erfahrungen zum Trotz setzte Leo Fender bei den Folgemodellen Jazzmaster und Jaguar eine überarbeitete Version des ursprünglichen Vibratos ein.

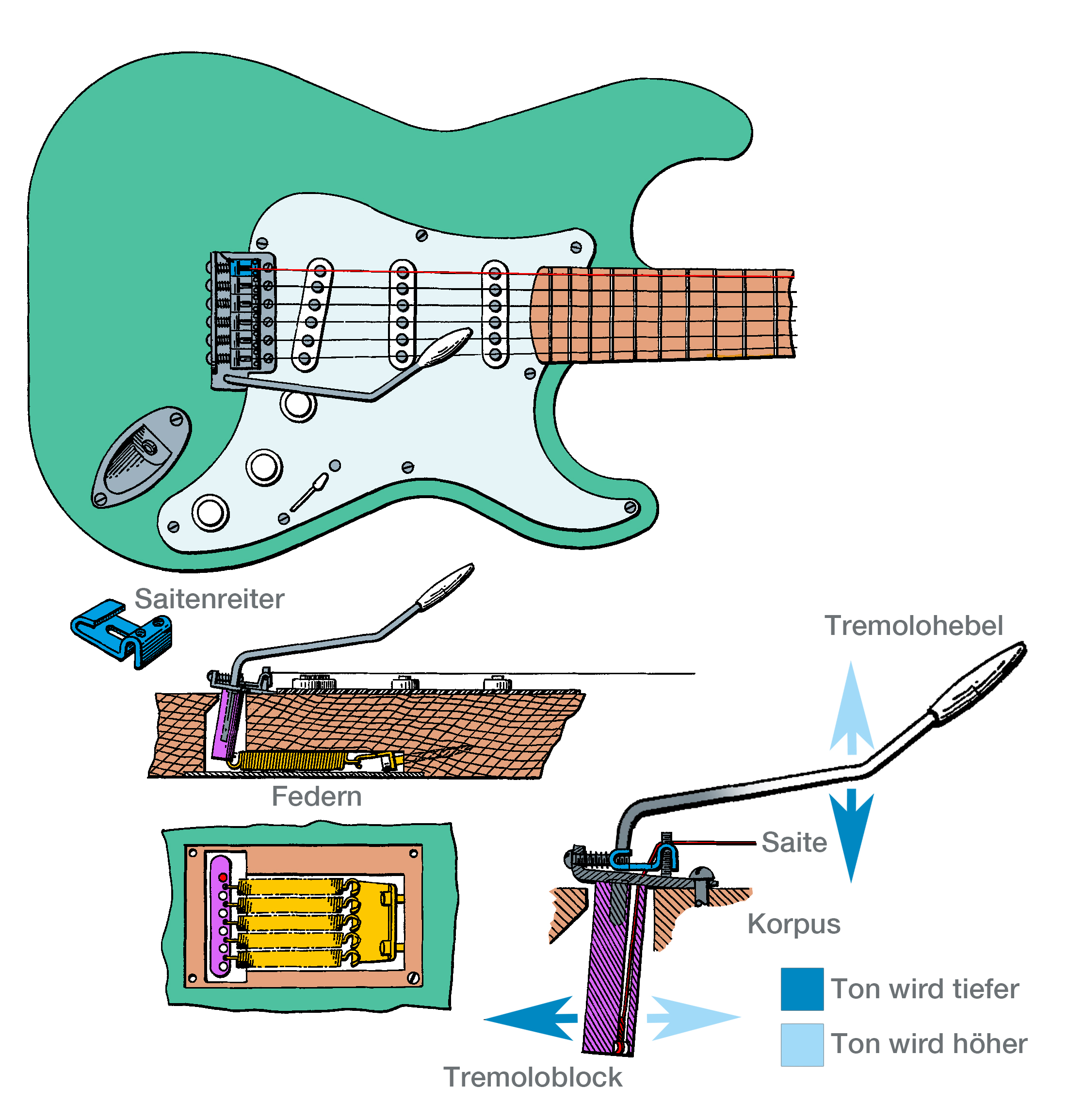
Konstruktion und Funktionsweise des Fender-Stratocaster-Tremolo

Die Neukonstruktion des Vibratos verzögerte die Markteinführung der Stratocaster um ein ganzes Jahr. Leo Fender konstruierte schließlich als Erster eine kombinierte Saitenhalter/Brückenkonstruktion, die durch einen Hebel beweglich gemacht wurde. Dieses System war klein, optisch unauffällig und erlaubte durch das Kippen der Brücke ein Herunterstimmen der Saiten bis hin zum völligen Erschlaffen. Weiter verbesserte es den Klang des Instruments im Gegensatz zu den Prototypen erheblich. Aus ungeklärten Gründen meldete Fender das System nach ersten positiven Rückmeldungen im April 1954 nicht unter dem korrekten Terminus „Vibrato“, sondern mit dem irreführenden Namen „Tremolo“ zum Patent an. Diese Verwechslung zieht sich seitdem durch das gesamte Programm der Firma, da die Verstärker der Marke Fender, die tatsächlich über ein „Tremolo“ (im Sinne möglicher kontinuierlicher Lautstärkeschwankungen) verfügen, mit dem falschen Zusatz „Vibrato“ bezeichnet werden.
Als letztes Konstruktionsmerkmal versetzte Fender die Klinkenbuchse für das Gitarrenkabel von der Korpuszarge in ein ovales Blech auf die Gitarrendecke. Diese Maßnahme erschien ihm sinnvoll, da viele Telecasters mit ausgerissenen Klinkenbuchsen zur Reparatur in die Werkstatt zurückkamen. Gitarrenständer waren noch nicht erfunden und viele Gitarristen lehnten ihre Instrumente nach dem Konzert einfach an die Verstärker oder herumstehende Stühle. Fiel dabei eine Gitarre aus Unachtsamkeit um, konnte aufgrund der Hebelwirkung des Gitarrenkabel-Klinkensteckers die Eingangsbuchse aus der Zarge gerissen werden, und Reparaturen wurden notwendig.
Um beim Namen einem erneuten Rechtsstreit aus dem Weg zu gehen – die als Broadcaster erschienene Telecaster hatte schnell umbenannt werden müssen, da die Firma Gretsch bereits ein gleichnamiges Schlagzeug im Programm hatte – beauftragte Leo Fender seine Rechtsanwälte mit der Namensfindung und rechtlichen Überprüfung. Gitarrist Bill Carson schlug vor, das Instrument in Anlehnung an die Gibson Les Paul „Fender Bill Carson Modell“ zu benennen. Fender lehnte dies zur Enttäuschung des Gitarristen schnell ab und gab dem Modell stattdessen den futuristisch klingenden Namen „Stratocaster“. Das Kunstwort setzt sich zusammen aus dem Begriff Stratosphäre und dem Namen des Vorgängermodells Telecaster. Fenders Rechtsanwälte gaben diesem Kunstwort ihre Zustimmung und übersahen dabei, dass der Hersteller Harmony bereits eine E-Gitarre mit dem Namen „Stratotone“ auf den Markt gebracht hatte. Harmony legte jedoch keine Widersprüche ein, und die neue Gitarre konnte wie geplant erscheinen.
Die Produktion begann im Laufe des Jahres 1954, die erste Werbeanzeige für die neue Gitarre wurde im April 1954 in der Zeitschrift „International Musician“ gedruckt. Der Erstverkaufspreis betrug 249 US-Dollar zuzüglich 39 Dollar für den Instrumentenkoffer. Die Telecaster kostete im Vergleich 189 Dollar. Auch wenn die Stratocaster in der Fachwelt wegen ihres futuristischen Aussehens und des neuen Vibratos großes Aufsehen erregte, verdrängte sie entgegen den Erwartungen Leo Fenders die Telecaster nicht vom Markt. Trotz großen Werbeaufwandes überstiegen die Stückzahlen der Telecaster noch über Jahre die der Stratocaster, weshalb beide Instrumente bis heute parallel hergestellt werden. Dennoch entwickelte sich die Stratocaster im Laufe der Zeit zur weltweit erfolgreichsten und meistgespielten E-Gitarre und wurde Vorbild einer ganzen Gitarrenbaugeneration. Nach offiziellen Schätzungen der Firma Fender wurden bis zum 40. Geburtstag im Jahr 1994 allein von Fender zwischen 1 und 1,5 Millionen Stratocasters produziert und verkauft.

## Konstruktion

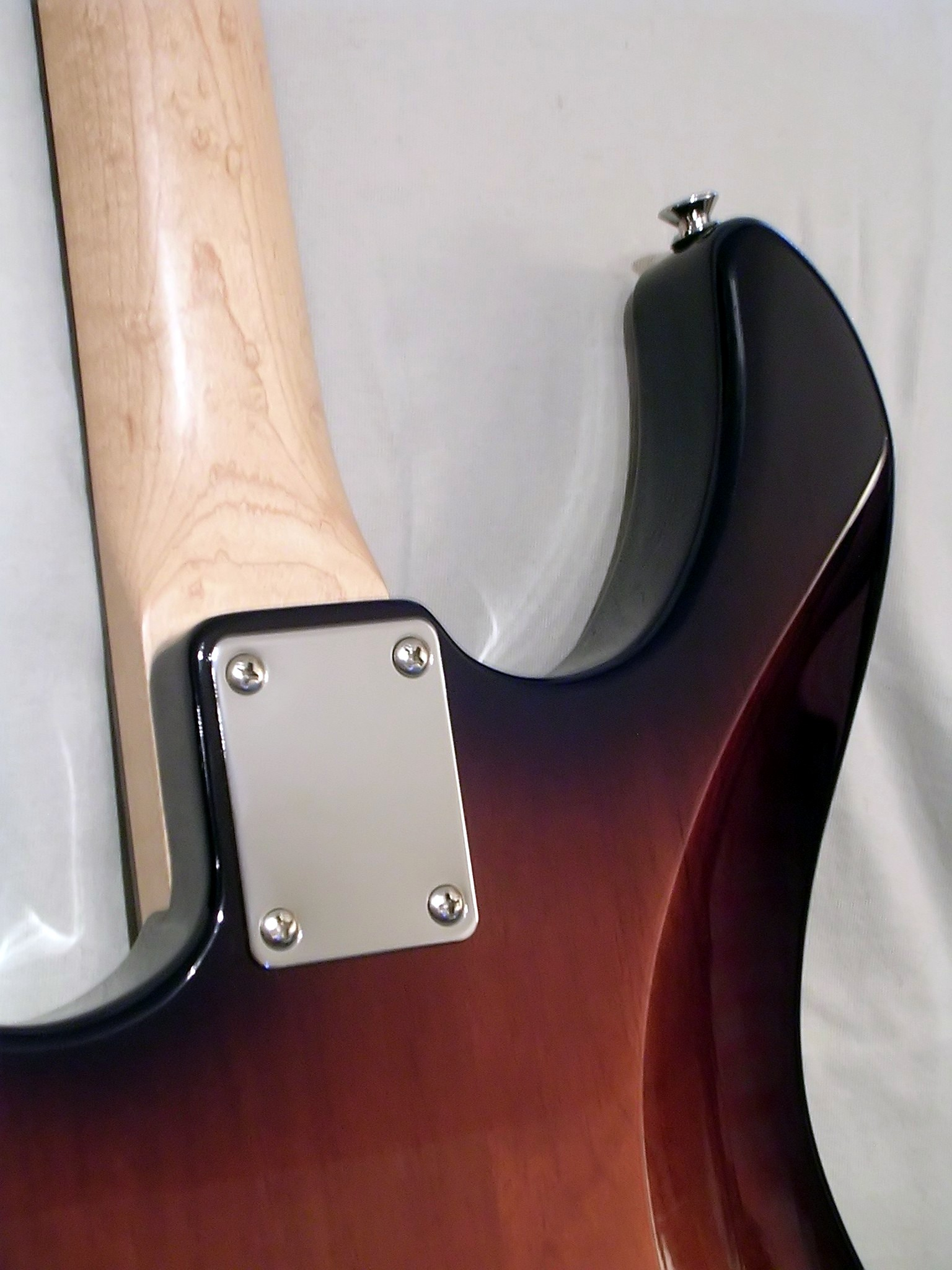
Schraubverbindung des Halses

Der Korpus der Stratocaster besteht meist aus Esche (leichte Sumpfesche „Swamp-Ash“) oder aus Rot-Erle (American Red Alder), seltener aus Pappelholz (Poplar), selten auch vom Sassafrasbaum. Der Hals wird aus Ahorn gefertigt und besitzt je nach Modell ein Griffbrett aus Ahorn oder Palisander, in das 21 oder 22 Bünde eingelassen sind. Die Mensur beträgt 648 mm, die Stimmmechaniken befinden sich in einer Linie auf der oberen Seite der asymmetrischen Kopfplatte. Als Bundmarkierungen fungieren in der Regel schwarze Punkte (bei Ahorngriffbrettern) oder bei den dunkleren Palisandergriffbrettern helle Punkte aus verschiedenen Materialien. Neu an der Stratocaster waren die sogenannten Body-Shapings des Korpus: an der Rückseite in der oberen Zarge und auf der Decke ist der Korpus ergonomisch ausgekehlt, beziehungsweise schräg abgeflacht, um dem Spieler höheren Spielkomfort zu bieten.
Die elektrischen Bauteile, wie Tonabnehmer und Potentiometer, sind auf ein aus Kunststoff bestehendes Schlagbrett (pickguard) montiert, das sich unter den Saiten auf dem Korpus befindet. Das Schlagbrett, früher mit acht, heute meist mit elf Schrauben befestigt, besteht üblicherweise aus dreilagigem Kunststoff, beispielsweise weiß-schwarz-weiß, seltener aus Metall (Messing, eloxiertes Aluminium). Das bestückte und beschaltete Schlagbrett (loaded pickguard) stellt die elektrische „Zentraleinheit“ der Stratocaster dar und lässt sich problemlos in Gänze austauschen.
Das Tremolo besteht aus einem Saitenhalter, bei dem die Saiten in einen Stahlblock unter der Brücke von der Rückseite der Gitarre aus eingefädelt werden. Die Saiten laufen aus dem Stahlblock direkt über die Brückenkonstruktion. Die Brücke wird nur an einer Seite von Schrauben gehalten, so dass es mittels des Tremolohebels möglich ist, sie in Richtung Hals zu kippen. Auf der Rückseite des Korpus sind Federn eingebaut, die dem Saitenzug entgegenwirken und die Brücke in die Waagerechte ziehen. Diese einfache, aber effektive Konstruktion hat entscheidend zur Entwicklung neuer Spieltechniken und neuer Systeme, aber auch zur Namensverwechslung des „Tremolo“ mit dem „Vibrato“ beigetragen (siehe bereits oben).
Für die Einstellung des Tremolo gibt es drei Varianten. Die am weitesten verbreitete ist die Standard-Einstellung, bei der die Tonhöhe nur nach unten verändert werden kann. Je nach verwendeter Saitenstärke oder Vorliebe des Spielers kann das System mit 2 bis 5 Federn bestückt werden (Stevie Ray Vaughan, der oft extrem dicke Saiten benutzte, brauchte 5, um den nötigen Gegenzug zu erzeugen). Die zweite ist das „Lahmlegen“ des Systems. Hier werden die Halteschrauben komplett festgezogen, der Saitenhalter-Block mit einem passenden Stück Holz gegen den Korpus fixiert. Spieler wie z. B. Eric Clapton, die so verfahren, könnten theoretisch auch zu einer „Hardtail“-Strat greifen (ohne Tremolo bzw. Vibrato ausgestatteter Steg, Saiten wie bei der Telecaster von hinten fixiert), wollen aber nicht auf die klangbeeinflussende Wirkung der mitschwingenden Federn verzichten. Die dritte und diffizilste Variante ist die „schwebende“. Hier wird das System so eingestellt, dass es Auslenkung nach unten UND oben zulässt. Diese Einstellung erfordert eine extrem genaue Balance von Federspannung und Saitenstärke, denn schon geringe Abweichungen in der Saitenspannung – z. B. bei Bendings oder gerissener Saite – bringen das Ganze aus der Stimmung. Deshalb wird diese heikle Variante auch nur von wenigen Spielern genutzt. Der bekannteste von ihnen war Jeff Beck, der mit dieser Einstellung die hochgradig vokale Qualität seines Spiels unterstützte. Wenn man ihn spielen sah, war gut zu erkennen, wie er mit dem Handballen permanent sein Tremolo „im Zaum“ hielt, um Verstimmungen zu verhindern.

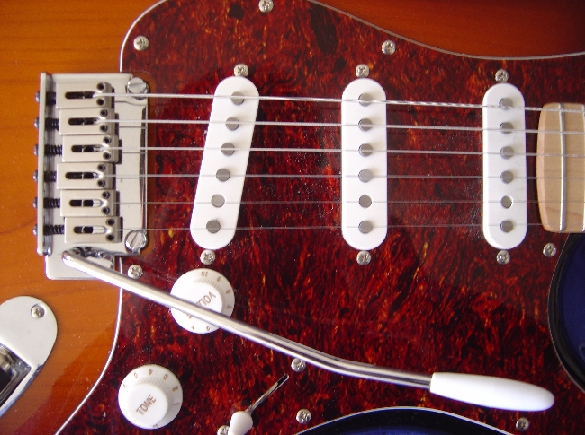
Detail einer Stratocaster mit klassischer „SSS“-Tonabnehmerkonfiguration aus drei Einzelspulentonabnehmern

Die Elektrik besteht aus drei Single-Coil-Tonabnehmern, die über einen Kippschalter angewählt werden können. Besaßen die ersten Stratocaster einen Dreiwegschalter, mit denen die Tonabnehmer einzeln angewählt werden konnten, wurde in den 1970ern der Fünfwegschalter eingeführt. Mit diesem lassen sich auch die beliebten Kombinationen des Hals- oder Stegtonabnehmers mit dem mittleren Pickup anwählen oder, durch Modifikation der Schaltung, ein Out-of-Phase-Sound, also ein durch Phasenverdrehung bedingter, „hohler“ Klang in den Kombinationsstellungen erzeugen. Diesen Ton – den Leo Fender schrecklich fand – mussten die Musiker mit dem Dreiwegschalter gefühlvoll „hinfummeln“, weil er in der Zwischenposition nicht einrastete, was mit dem Fünfwegschalter möglich wurde. Weiter sind ein Lautstärkeregler und zwei Tonregler (je einer für den Hals- und einer für den Mittel-Tonabnehmer) für den Klang verantwortlich. Diese Schaltung lässt viel Spielraum für Modifikationen und Veränderungen, die im Laufe der Jahre in die Produktion von Serien- und Sondermodellen eingeflossen sind.

## Bauphasen, Modelle und Entwicklungen

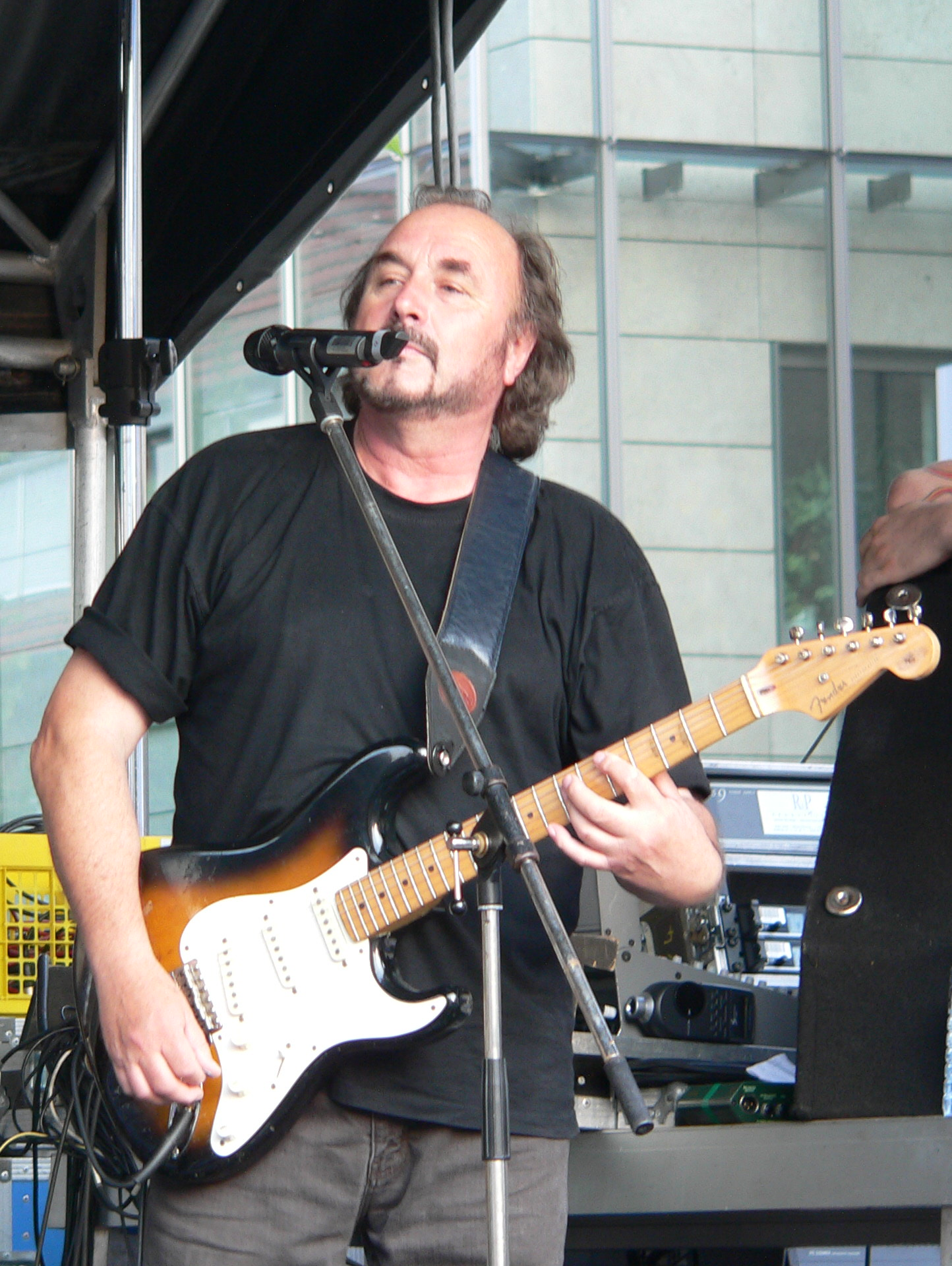
Miller Anderson (u. a. The Spencer Davis Group) mit Stratocaster im Stil der frühen Instrumente

Obwohl in ihrer Grundkonstruktion unverändert, hat die Firma Fender im Laufe der Jahre und Jahrzehnte immer wieder Änderungen an Details des Instruments vorgenommen. Hinzu kommt, dass sowohl auf Wunsch von Musikern, aber auch aus produktionstechnischen Gründen ständig neue Modelle mit abweichenden Detaillösungen angeboten wurden und werden. Seit den 1980er Jahren bietet Fender neben den modernen Instrumenten verstärkt auch Nachbauten alter Modelle an. Dies führt dazu, dass unter dem Namen Stratocaster mittlerweile weit über 50 verschiedene Varianten erhältlich sind. Diese unterscheiden sich zum Teil nur in Details oder dem Produktionsstandort. Eine durchgehende Modellpolitik ist meist nur schwer erkennbar.

### Bauphasen

#### Produktionsbeginn 1954–1958
Zu Beginn der Produktion im April 1954 wurde der Korpus der Stratocaster aus zwei Teilen, meist aus Esche, gefertigt. Ab Mitte 1956 wurde für den Korpus auch die leichtere Erle verwendet. Die Standardlackierung war „2-Tone Sunburst“ (ein helles, fast transparentes Honiggelb, welches zu den Rändern hin in ein dunkles, deckendes Braun-Schwarz verlief). Andere Farben oder eine Vergoldung der Metallteile waren nur auf Sonderwunsch erhältlich. Der Hals war einteilig aus Ahorn, er besaß kein separates Griffbrett, die Bünde waren direkt in den Hals eingesetzt. Der Halsspannstab wurde von hinten eingesetzt und die Nut mit Nussholz verschlossen. Da die Spannschraube am Halsfuß angebracht wurde, kann die Krümmung bei diesen Gitarren nur bei abgeschraubtem Hals eingestellt werden. Der Kippschalter für die Tonabnehmer besaß nur drei Stellungen (Hals, Mitte, Brücke), Kombinationen der Tonabnehmer waren nicht vorgesehen.

#### Zweite Phase 1958–1965
Mit der Einführung der Jazzmaster im Jahr 1958 wurden auch bei der Stratocaster die ersten größeren Änderungen vorgenommen. Zum einen besaßen nun alle Hälse der Stratocaster analog zur Jazzmaster ein Griffbrett aus Palisander. Da die Hälse der Stratocaster und Jazzmaster identisch waren, sparte man sich so den Produktionsaufwand für zwei verschiedene Halskonstruktionen; die Produktion der einteiligen Ahornhälse wurde im Jahr 1959 vorübergehend eingestellt. Nach anfänglichen Problemen mit Rissen im Palisander variierte die Dicke des aufgeleimten Griffbretts im Laufe der Jahre. Einige Sammler behaupten heute, die Dicke des Griffbretts am Klang erkennen zu können. Dies wird noch unterstützt von Änderungen bei den Tonabnehmern, die gegenüber den ersten Modellen eine leicht gesteigerte Ausgangsleistung und einen etwas wärmeren Klang besaßen. Weiter begann mit der Einführung der Jazzmaster die Zusammenarbeit zwischen Fender und dem Chemiekonzern DuPont. Dieser war zu der Zeit unter anderem für seine bunten Autolacke bekannt. Durch die Zusammenarbeit wurde es möglich, Instrumente neben den traditionellen Holzfarben auch in allen anderen von Dupont angebotenen Farben zu lackieren. Gleichzeitig wurden die Sonderlackierungen nun systematisiert und als sogenannte „Custom Colors“ im Prospekt offiziell zur Wahl angeboten. Besonders beliebt wurden schnell die deckenden Lackierungen wie etwa „Fiesta Red“ (ein kräftiges Korallenrot, auch verwendet als Lack des 1956er Ford Thunderbird), „Lake Placid Blue“ (ein kräftiges, metallicfarbenes Blau) oder „Surf Green“ (ein helles, fast türkisfarbenes Grün, beispielsweise eingesetzt bei Chevrolet).

#### Fender und CBS 1965–1985

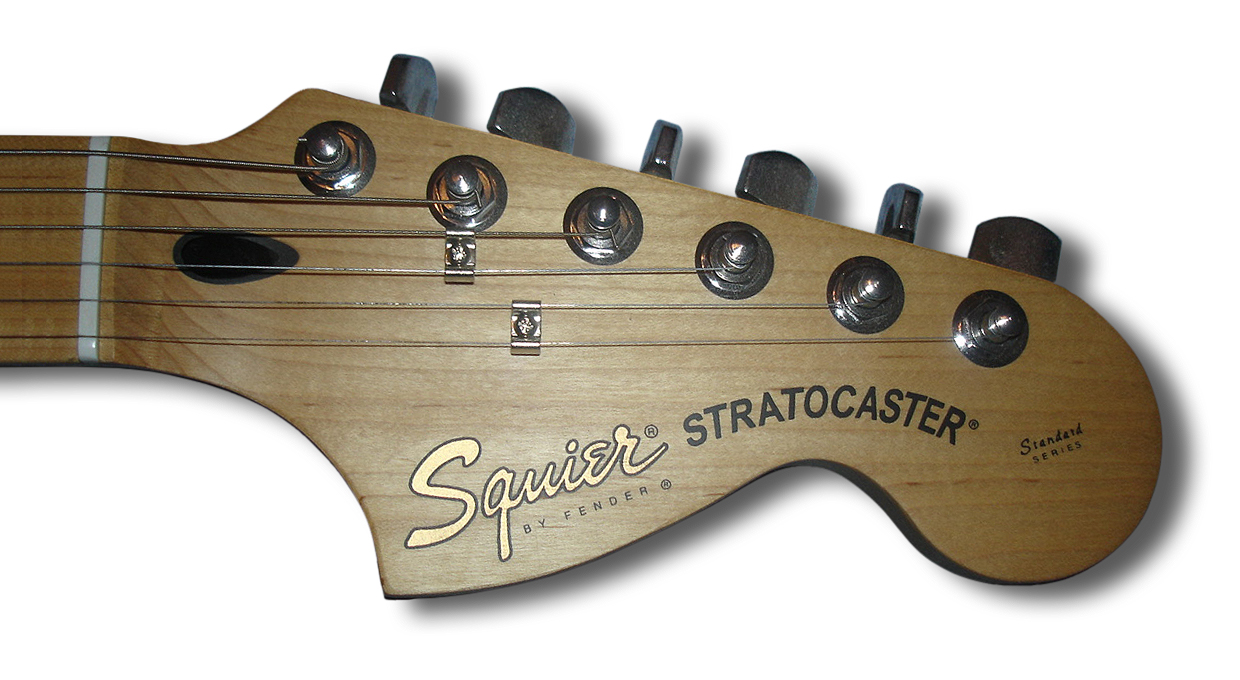
Squier-Version der großen CBS-Kopfplatte

Im Jahr 1965 verkaufte Leo Fender die Firma an den Medienkonzern Columbia Broadcasting System, kurz CBS. Da die Stratocaster mittlerweile das erfolgreichste Modell des Herstellers war, wurden hier die Ideen der neuen Besitzer am konsequentesten durchgesetzt.
Einige der eingeführten Innovationen stellten lang geforderte Verbesserungen dar, die zuvor am Widerstand Leo Fenders scheiterten. Dies betraf vor allem die serienmäßige Einführung des neuen Fünfweg-Tonabnehmerschalters im Jahre 1977, der nun auch die sichere Kombination der Tonabnehmer ermöglichte. Musiker, die den Dreiwegschalter vorher mit Pappe oder Klebeband in den Zwischenstellungen hielten, forderten diese Modifikation schon lange. Leo Fender hielt die so erzeugbaren glockigen Töne für „unsauber“ und lehnte die Modifikation bis zu seinem Ausscheiden aus der Firma ab. Hier ist interessanterweise ein Beispiel dafür zu finden, dass Plagiate auch das Original verbessern können: zunächst realisierte nämlich die Firma Ibanez bei ihren Stratocaster-Nachbauten den Fünfwegschalter, der erst daraufhin auch in die echte Stratocaster eingebaut wurde. Auch die Halskonstruktion ließ CBS überarbeiten und ermöglichte den Zugang zum Halsspannstab zur Einstellung der Halskrümmung nun von der Kopfplatte her. Bei der ursprünglichen Konstruktion war der Einstellstab nur vom Korpus aus zugänglich, weshalb für die ansonsten einfache Einstellung der Halskrümmung zunächst die Saiten entfernt werden mussten und der Hals abzuschrauben war. Ab 1969 gab es optional wieder Hälse ganz aus Ahorn, jedoch nicht mehr einteilig, sondern mit aufgeleimtem Ahorngriffbrett gefertigt.
Da die neuen Manager von CBS vor allem bei der populären Stratocaster zusätzlich versuchten, den Produktionsablauf kostengünstiger und effizienter zu gestalten, führten viele der zum Teil einschneidenden Veränderungen zu deutlichen Klang- und Qualitätsschwankungen der Instrumente. Fertigungstoleranzen wurden vergrößert, der Materialeinkauf richtete sich stärker nach Kostengesichtspunkten und die Qualitätskontrolle erfolgte unter größerem Zeitdruck.
Eine Idee zur Kosteneinsparung war die Verwendung eines neuen Spulendrahtes zur Wicklung der Tonabnehmer. Die Isolierung des billigeren Drahtes schmolz jedoch in dem heißen Wachsbad, in das die Tonabnehmer nach der Wicklung eingetaucht wurden. Dieses Wachsbad festigt gewöhnlich die Drahtwicklung und verhindert Rückkopplungen und Störgeräusche durch lose Drähte. CBS verzichtete kurzerhand auf das Wachsbad, was laut pfeifende, rückkopplungsanfällige Tonabnehmer zur Folge hatte. CBS reduzierte die Halsbefestigung von vier auf drei Schrauben. Diese Idee stammte zwar noch von Leo Fender selbst, bedingte jedoch eine exakt ausgeführte Fräsung für die Halsbefestigung im Korpus. Da CBS nach Leos Weggang größere Fertigungstoleranzen zuließ und die Wartungsintervalle der Maschinen verlängerte, waren die Fräsungen nicht immer hinreichend exakt. In der Folgezeit wurden viele Instrumente produziert, bei denen der Hals bei starker Beanspruchung am Korpus hin- und herrutschte. Unterstützt wurde das Problem noch von der von CBS gewünschten Vergrößerung der Kopfplatte. Auf dieser konnte zwar werbewirksam ein größerer Fender-Schriftzug angebracht werden, sie machte den Hals aber gleichzeitig schwerer.
Die Produktionsmängel offenbarten sich beispielsweise bei einer in den Verkauf gelangten Gitarre mit durchscheinender Sunburst-Lackierung, bei der durch den transparenten Lack auf dem Holz eine Bleistiftnachricht der Qualitätskontrolle mit der Mitteilung „Achtung! Astloch!“ und einem Kreis um die unschöne Stelle zu erkennen ist. Diese gilt als Höhepunkt des schleichenden Qualitätsverlusts. Erst zum Ende der 1970er Jahre versuchte CBS, dem schlechten Image entgegenzusteuern. Um an alte Traditionen anzuknüpfen, erschien eine Gitarre mit dem prägnanten Namen The Strat, die die alte Vierpunkt-Verschraubung des Halses und eine verkleinerte Kopfplatte besaß. Da für die Fräsung der Kopfplatte die alten, verschlissenen Formen aus den 1950er Jahren verwendet wurden, war die Kopfplatte nun jedoch eher zu klein als zu groß. Auch das für die Gitarre neu konstruierte Vibrato entsprach nicht den Erwartungen der Musiker. Versuche, mit hochwertigen Neukonstruktionen wie der Elite Stratocaster, einem Instrument mit aktiver Elektronik und massivem Messingtremolo, zusätzliche Marktanteile zu erobern, hatten ebenfalls nur mäßigen Erfolg.

#### Stratocaster 1982 Redesign
Dan Smith sollte als Direktor Qualitätskontrolle und Marketing die Qualität der Instrumente verbessern; er kam von Yamaha.
Ende 1981 wurde dann die neue Stratocaster im pre-CBS Styling herausgebracht und auf der NAMM Show Januar 1982 vorgestellt.
Ihr Hals war nun wieder mit 4 Schrauben befestigt, die Kopfplatte verkleinert und die Halsstabeinstellung erfolgte korpusseitig.
Lackierung, Finish, Chrom und die gesamte Verarbeitung wurden deutlich verbessert. Inoffiziell wird dieses Modell heute als „Dan Smith Stratocaster“ bezeichnet. Man erkennt sie am klassischen Tremolo-Design und der verchromten Klinkenbuchse auf der Korpusdecke. Im nachfolgenden Jahr 1983 entfielen genau diese Elemente wieder aus Kostengründen. Sie entsprach nun weniger der ursprünglichen Intention Dan Smiths, gleichwohl sie in seine Ära fällt.
Einen Tiefpunkt in der Strat-Historie markiert die sogenannte „Smith-Era-Strat“ der frühen 80er. Hier versuchte Fender-Manager Dan Smith, durch den Verzicht auf das charakteristische separate Chrom-Gehäuse für die Klinkenbuchse (sie wurde anstelle des 3. Reglers ins Pickguard verlegt) und ein obskures Top-Loading Tremolo Herstellungskosten zu sparen. Heute genießen diese Instrumente aufgrund ihrer Seltenheit – kaum einer wollte damals so eine „Spar-Strat“ – einen gewissen Kultstatus.

#### Contemporary Stratocaster, 1984–87
Mit der in Japan produzierten Contemporary Stratocaster erschien erstmalig eine HSS- sowie eine HH-Tonabnehmerkonfiguration im Stammbaum der Fender Stratocaster. Außerdem wurden hier modernere Untersattel sowie in einigen Modellen eine TBX-Tonsteuerung verbaut. Dies war auch das erste Mal, das eine in Japan hergestellte Strat unter dem Markennamen Fender und nicht Squier angeboten wurde.

#### Umbruch und Neuorganisation 1985
Im Jahr 1985 verkaufte CBS Fender an eine Investorengruppe um Geschäftsführer William C. Schultz. Der Verkauf umfasste jedoch lediglich den Namen und die verbliebenen Lagerbestände, die Fabrikgebäude der Stratocaster in Fullerton (Kalifornien) wurden anderweitig veräußert. Zwangsläufig kam die Gitarrenproduktion in den USA kurzzeitig zum Erliegen, Stratocasters wurden nur noch von Fremdfirmen in Japan aus Restbeständen der USA-Produktion hergestellt. Erst mit Bezug der neuen Fabrikräume in Corona (Kalifornien) besserte sich die Situation merklich. Die neuen Fabrikräume umfassten nun auch einen „Custom Shop“, in dem hochwertige Kleinserien und spezielle Kundenaufträge durchgeführt werden können.

#### Gegenwart (ab 1985)
Die Stratocaster stellt heute das finanzielle Standbein der Firma Fender Musical Instruments Corporation dar. Entsprechend vielfältig ist die Auswahl an Instrumenten des Typs Stratocaster: Neben Nachbauten nahezu jeder Produktionsphase sind neu entwickelte Modelle und zahlreiche Sonderanfertigungen hinzugekommen. Weiter wird die Modellpalette neben Ausstattungsmerkmalen auch bestimmt von den Produktionsstandorten USA, Mexiko und Japan, die ebenfalls differenzierte Instrumententypen hervorbringen.

### Aktuelle Modelle
Die heutige Modellpalette von Instrumenten des Typs „Stratocaster“ ist nahezu unüberschaubar.

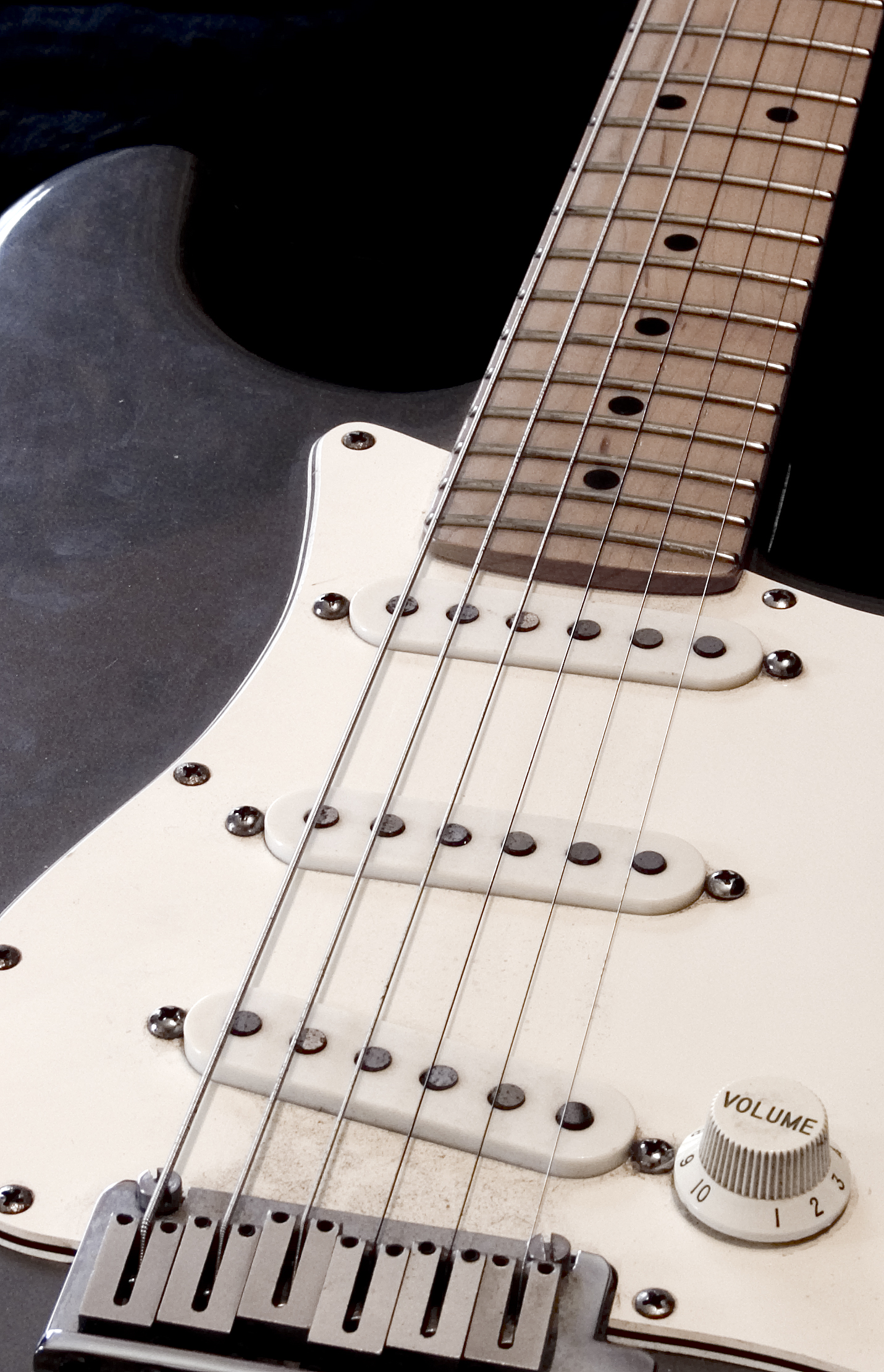
Nahaufnahme einer American Standard Stratocaster in der Farbe Pewter

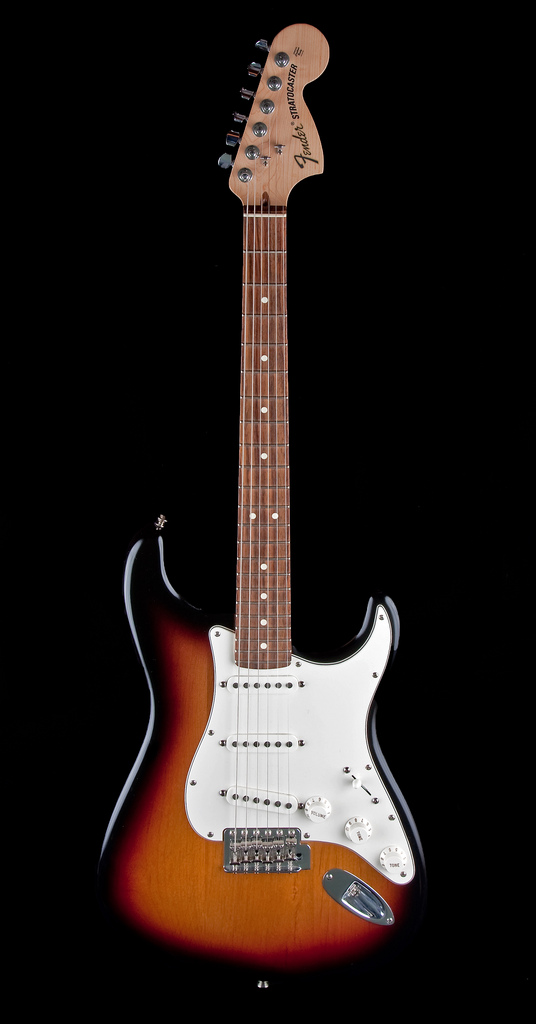
Fender Highway 1 Stratocaster, Farbe: Sunburst, Bj. 2007

Hier folgt eine Auflistung der aktuellen Hauptmodellreihen, die sämtlich sowohl in HSS- als auch SSS-Tonabnehmerkonfigurationen verfügbar sind:
PlayerEinsteigerserie in Preis und Ausstattung. Herstellung in Mexiko.
Player PlusDiese Einsteigerserie ist sowohl moderner als auch insgesamt anspruchsvoller in ihren Ausstattungsmerkmalen im Vergleich zur einfachen Player-Serie. Sie zeichnet sich durch ein abgerundetes und breiteres Griffbrett mit einem „flacheren Radius“ (12 Zoll statt 9,5 Zoll), Mechaniken mit Saitenklemme, „Noiseless“ Tonabnehmer zur Brummunterdrückung, und „Treble Bleed Circuit“ aus - Letzteres eine Maßnahme, um weniger hohe Frequenzen zu verlieren, wenn die „Tone“-Potentiometer heruntergeregelt werden. Auch der Untersattel ist leicht hochwertiger spezifiziert als beim Player. Modelle mit einer HSS-Tonabnehmerkonfiguration haben bei diesem Modell eine zusätzliche Tongestaltungsmöglichkeit, nämlich die Tonabnahme von einer einzelnen Spule innerhalb des Humbuckers („Coil split“). Außerdem gab es zum Zeitpunkt der Einführung neue, bei der einfachen Player-Serie nicht verfügbare Farbgebungen. Eine weiche Tasche („Gigbag“) ist hier als Zubehör dabei, bei der einfachen Serie nicht. Auch diese Serie wird in Mexiko gefertigt.
American PerformerIm Vergleich der drei höheren Modellklassen (Performer, Professional, Ultra) zeichnet sich der Performer durch ein „älteres“ Sechspunktvibratosystem aus. Der Hals hat ein „Thin Modern C“-Profil („schlankes, modernes C“). Die Fertigung erfolgt in den USA.
American Professional IIHier wird nicht nur ein Zweipunktvibratosystem verbaut, sondern auch ein doppelter Halsstab, der saisonunabhängige Saitenlage ermöglichen soll. Das Halsprofil ist hier ein „Deep C“ („Tiefes C“ im Sinne der räumlichen Tiefe). Fertigung in den USA.
American UltraMechaniken mit Saitenklemme, „Noiseless“ Tonabnehmer zur Brummunterdrückung, „Compound D“-Hals mit gleitendem Übergang von 10 Zoll am Obersattel nach 14 Zoll am Halsansatz, sowie ein Druckpunkt auf dem ersten Potentiometer (Lautstärke), um beim SSS-Modell in beliebiger sonstiger Einstellung den Halstonabnehmer zuzuschalten oder beim HSS-Modell nur eine Spule des Humbuckers abzugreifen, unterscheiden diese Reihe vom American Professional.
American Ultra LuxeIm Gegensatz zur Ultra-Serie werden hier Bünde aus rostfreiem Stahl verbaut, die abriebresistenter und somit langlebiger sind.
AerodyneDie Fender Aerodyne Special Stratocaster haben kein klassisches Pickguard und somit keine Möglichkeit, die Elektronik als Ganzes auszutauschen. Dazu ist ein Zweipunktvibratountersattel von Babicz verbaut, und die Potentiometerknöpfe sind größer dimensioniert als bei einer klassischeren Strat. Der Korpus ist aus Linde statt der sonst gängigeren Erle, und der Ahornhals hat ein „Modern C“-Profil mit 12-Zoll-Radius bei extrabreitem (43 mm) Obersattel. Eine weiche Tasche („Gigbag“) wird mitgeliefert. Diese Instrumente liegen preislich (Stand Juli 2024) unterhalb des American Performers und werden in Japan gefertigt.
Die nachfolgenden „Vintage“-Modelle sind lediglich in SSS-Tonabnehmerkonfiguration verfügbar:
Vintera IIDiese innerhalb der Marke eher kostengünstigen Vintage-Modelle orientieren sich jeweils an den typischen Ausstattungsmerkmalen eines Jahrzehnts (50er, 60er, 70er).
American Vintage IIDiese höhere Vintage-Reihe gibt es in Editionen für verschiedene Baujahre (mit Stand Juni 2024 waren dies die Jahre 1957, 1961, und 1973).

Akustische und halbakustische Modelle:
ThinlineFenders Thinline-Varianten sind Halbresonanzgitarren mit einem stilistisch an die Violinenfamilie angelehnten Schallloch.
Acoustasonic StratDie Acoustasonic ist eine Akustikgitarre, deren hohler Korpus die Form der Stratocaster aufweist. Obwohl konstruktiv eine vollwertige Akustikgitarre, ist die Acoustasonic aufgrund des kleinen Korpus sehr leise und wird auf der Bühne meist durch einen Piezo-Tonabnehmer elektrisch verstärkt.
Darüber hinaus gibt hier einige ältere oder spezialisierte Modelle sowie reihenübergreifende Merkmale:
Big Block StratocasterDie Big Block Stratocaster ist neben dem Humbucker in Stegposition besonders durch die optischen Modifikationen auffallend: Das Instrument wird inklusive Kopfplatte in deckendem Schwarz lackiert, sämtliche Metallteile und das Schlagbrett sind verchromt. Im Griffbrett geben große rechteckige Einlagen aus schillerndem Perlmutt-Imitat Orientierung über die Lagen.
Roland Ready StratocasterDie Roland Ready Stratocaster entstand in Kooperation mit dem vorwiegend für seine Keyboards und Synthesizer bekannten Hersteller Roland. Die Gitarre besitzt zusätzlich zu den drei herkömmlichen Single Coil Pickups einen weiteren hexaphonischen Tonabnehmer, der zusammen mit einer speziellen (externen) Elektronik die gespielten Töne analysiert und in MIDI-Signale übersetzt. Diese Signale können von MIDI-fähigen Musikinstrumenten erkannt und in sämtliche von ihnen verfügbare Klänge umgesetzt werden. Mit dieser Technik ist es möglich, durch das Gitarrenspiel völlig andere Instrumente wie z. B. Klavier, Flöte oder Schlagzeug erklingen zu lassen.
Relic StratocasterDer Begriff Relic steht als Sammelbegriff über einer Reihe von Instrumenten und bezeichnet einen Zustand von künstlicher Alterung, mit denen die Instrumente bereits ab Werk wie ein betagtes Sammlermodell aussehen sollen. Die drei Altersstufen werden mit New Old Stock, Closet Classic und Relic umschrieben. Bei New Old Stock (= „alter Lagerbestand“) oder kurz „NOS“ sollen die Instrumente wirken, als ob sie über Jahrzehnte im Lager vergessen und nun erst entdeckt worden sind. Die Gitarren wirken unbespielt, lediglich optische Alterungsspuren wie vergilbter Kunststoff, verblichene Farben oder matt gewordene Metallteile sind vorhanden. Bei Closet Classic (sinngemäß „Klassiker aus dem Wandschrank“) soll ein Instrument simuliert werden, welches vom Vorbesitzer zwar gespielt, dann jedoch im Schrank oder auf dem Dachboden eingelagert und vergessen wurde. Künstliche Spielspuren wie Schrammen und Macken sowie Flugrost an den Metallteilen sind vorhanden, ansonsten sind die Instrumente unbeschädigt. Mit Relic (Relikt, Überrest) werden schließlich jene Instrumente bezeichnet, die äußerlich die Spuren jahrelangen harten Liveeinsatzes aufweisen: Der Lack ist verkratzt und teilweise abgeschabt oder gar abgeblättert, das Griffbrett zeigt starke Spielspuren, die Metallteile sind angerostet, die Kopfplatte besitzt künstliche Brandflecken von „vergessenen“ Zigaretten. Angeblich stammt die Idee, künstlich gealterte Instrumente anzubieten, von einer Sonderbestellung der Gruppe Rolling Stones: Die Band bestellte für die Welttournee zum 1994er Album Voodoo Lounge exakte Kopien ihrer alten Originalinstrumente. Da die Nachbauten zunächst zu „neu“ wirkten, wurden diese künstlich gealtert, um auch optisch den Originalen zu entsprechen.

### Nicht mehr produzierte Serien
Die Highway One Serie, die im Jahr 2002 eingeführt und im Jahr 2006 überarbeitet wurde, waren der günstigste Einstieg in die in den U.S.A. gefertigten Stratocaster. Die Serie wurde bis März 2011 produziert. Mit den gleichen Gitarrenkörpern ausgeliefert wie die American Standard war die Highway One mit mattem Nitrocelluloselack behandelt. Die Tonabnehmer waren stärker gewickelt und somit leistungsstärker als Standardtonabnehmer. Der mittlere Tonabnehmer war gegenläufig gepolt und gewickelt, um Störgeräusche zu minimieren. In den Jahren 2002 bis 2006 wurden die Highway One mit traditionellem Gitarrenkopf und dünnen Bundstäben und einer eingeschränkten Farbpalette der ältesten Baureihen gebaut. Ab 2006 waren die Gitarren mit großer Kopfplatte und dickeren Bundstäben ausgestattet, ebenso mit einer „Greasebucket“-Tonblende.
Weitere nicht mehr angebotene Serien:
- American Standard Stratocaster war eines der erfolgreichsten Modelle der jüngeren Geschichte. Das Instrument weist viele Merkmale der gesuchten Pre-CBS-Instrumente auf (kleine Kopfplatte, Vierpunkt-Halsverschraubung), ist aber in entscheidenden Punkten modernisiert worden: Das Tremolo ist eine freischwebende Neukonstruktion und die Tonabnehmer sind in Klang und Ausgangsleistung modernen Bedürfnissen angepasst worden. Das Modell „American Deluxe Series“ verfügt über ein „S-1 switching system“ genanntes Schaltungskonzept, das u. a. parallele („Humbucker“) Schaltungen von jeweils zwei Singlecoils ermöglicht, und Zugriff auf die Hals-Steg-Kombination bietet (Telecaster-ähnlicher Klang).

- Classic Stratocaster umfasste drei Modelle, die repräsentative Merkmale bestimmter Bauphasen widerspiegeln. Die Classic 50s Stratocaster besitzt einen Ahornhals mit 21 direkt ins Holz eingesetzten Bünden im Stil der ersten Instrumente sowie die im Gegensatz zu den anderen Modellen deutlich größer geschnittene Kopfplatte. Darüber hinaus war dieses Modell ausschließlich in bunten „Custom Colors“ erhältlich. Die Classic 60s Stratocaster besitzt neben einer erweiterten Farbpalette das 1958 vorgestellte Palisandergriffbrett. Die Classic 70s Stratocaster ist schließlich mit der großen CBS-Kopfplatte ausgestattet und wurde u. a. in der Farbe „Natural“ (Korpus mit Klarlack) angeboten, welche in den 1970ern sehr beliebt war.

- Deluxe: Die in verschiedenen Modellen erschienene Deluxe Strat besitzt in Stegposition einen Humbucker, während in Hals- und Mittelposition die üblichen Single Coil-Pickups verwendet wurden (HSS). Der Humbucker erzeugt wärmere, druckvollere Klänge als der traditionelle Single Coil und wird daher von Rockmusikern gerne für verzerrte Klänge eingesetzt. Die Modelle heißen: Deluxe Fat Strat, Deluxe Players Strat, Deluxe Lone Star Strat, Deluxe Road House Strat und Deluxe Power Strat.

- American Special Stratocaster wurden in Corona (Kalifornien) gefertigt und waren ab etwa März 2010 im Handel erhältlich. Sie bildeten ein günstige Variante einer in den USA gebauten Stratocaster der Firma Fender. Ein aus drei Teilen verleimter Erlekorpus und Ahornhals mit 22 Bünden sowie ein auf Hochglanz lackierter Korpus (Polyurethan) entsprechen weitgehend den Spezifikationen der American-Standard-Serie. Die Tonabnehmer sind ursprünglich dem Custom-Shop vorbehaltene Texas-Special. Eine mit einem Atomic-Humbucker in Stegposition ausgestattete Variante mit Palisander-Griffbrett war ebenfalls erhältlich. Der mittlere Tonabnehmer ist gegenläufig zu den anderen gewickelt und gepolt, um Störgeräusche in den Zwischenstellungen zu minimieren. Die Steuermimik wurde fast unverändert übernommen; ein Lautstärkeregler und zwei Tonblenden. Lediglich der ungeregelte Tonabnehmer war nicht mehr der Stegabnehmer, sondern der mittlere. Der seit 1977 verwendete Fünf-Wege-Schalter blieb unverändert. Die Gitarren verfügen über ein mit sechs Schrauben fixiertes Vibrato und einen Halsspannstab, der nur kopfseitig zugänglich ist. Obwohl die Instrumente eine große Kopfplatte mit zwei Saitenniederhaltern haben, wie sie nach der Übernahme von CBS verbaut wurden, lässt sich auf den zweiten Blick erkennen, dass diese Gitarren nicht aus dieser Zeit stammen, da sie mit vier (statt drei) Schrauben am Korpus befestigt sind. Sie verfügen über keine zusätzliche Schraube zur Feineinstellung des Halswinkels. Hals und Kopfplatte sind matt lackiert. Die Farbauswahl war auf wenige klassische Farben beschränkt. Je nach Konfiguration der Tonabnehmer standen zwei Farben zur Verfügung: Candy Apple Red und Two-tone Sunburst für die mit jeweils drei Texas Special, Ahorngriffbrett und weißem Schlagbrett ausgestatteten oder schwarz beziehungsweise Three-tone Sunburst mit jeweils zwei Texas Special und Atomic Humbucker am Steg, Palisander Griffbrett und schwarzem Schlagbrett ausgerüsteten Instrumente.

### Signature-Modelle
Fender legte seit den 1950er Jahren großen Wert darauf, dass bekannte Künstler mit Fender-Instrumenten auf der Bühne zu sehen waren. Wurden zu Leo Fenders Zeiten lediglich Serienmodelle an Künstler verliehen oder verschenkt, werden vor allem seit den 1980ern verstärkt Stratocasters für Künstler nach deren Vorstellungen modifiziert. Diese Modelle gelangen als sogenannte Signature-Modelle in den Handel. Bemerkenswerte Instrumente waren u. a.:

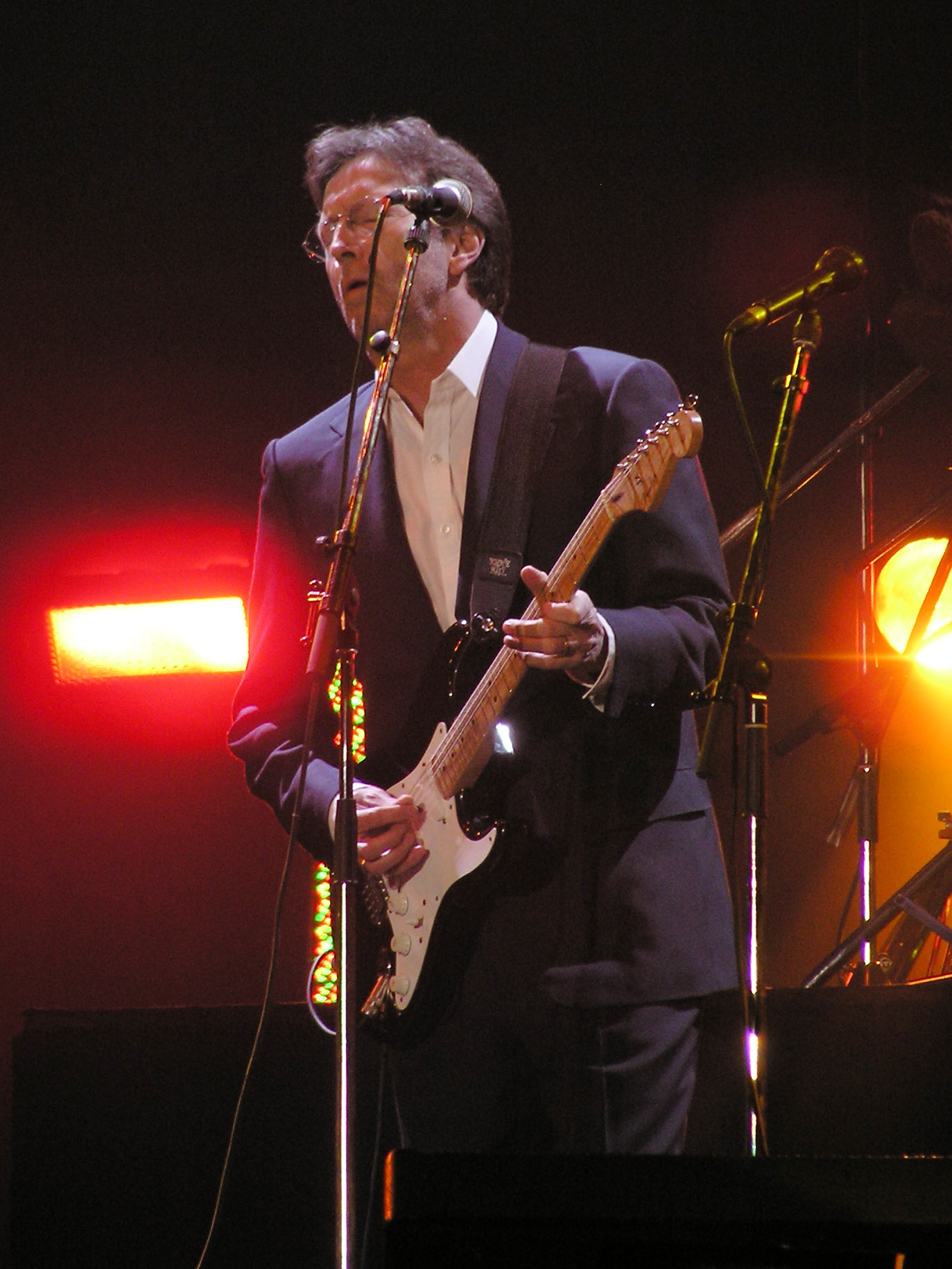
Eric Clapton 2005 mit Signature Strat

Eric Clapton→ Mehr dazu: Eric Clapton Stratocaster
Eric Clapton, der seit den 1970ern vorwiegend Stratocasters benutzt, erhielt von Fender eines der erfolgreichsten Signature-Modelle. Es war optisch und von der Konstruktion her an die frühen Modelle der 1950er Jahre angelehnt, aber Clapton verlangte zwei entscheidende Änderungen: Zum einen wurde die Elektronik der Gitarre radikal erneuert (brummfreie Tonabnehmer sowie eine batteriebetriebene, regelbare Mittenanhebung für dichte verzerrte Klänge); zum anderen wurde einer alten Gewohnheit Claptons entsprechend das Vibrato mit einem simplen Holzklotz außer Kraft gesetzt. Zu den zahlreichen Käufern der Gitarre gehören mittlerweile nicht nur Clapton-Fans, sondern auch professionelle Gitarristen wie Daryl Stuermer, Pete Townshend und Andy Fairweather-Low. Spezielle Editionen sind die Eric Clapton Gold Leaf Stratocaster, Eric Clapton Smoker’s Guitar sowie die Eric Clapton Crashocaster.
Jeff BeckIm Gegensatz zu Eric Clapton setzt Jeff Beck in seinen Instrumenten keine aktive Elektronik ein. Er hat zwar ähnliche Tonabnehmer wie Clapton, jedoch ohne aktive Elektronik. Im Gegensatz zu Clapton ist Beck die Funktion des Vibratos jedoch sehr wichtig, weshalb die Jeff-Beck-Signature zusätzlich über ein modernes Tremolo mit rollengelagerter Saitenführung am Sattel verfügt. Eine frühere Entwicklung zu einer Jeff-Beck-Signature Strat gelangte nicht unter Becks Namen auf den Markt; stattdessen flossen die neuartigen Merkmale größtenteils in die Strat Plus (1987) ein. Mit seinem Einfluss auf dieses Modell wird Beck auch eine Rolle in der Rettung Fenders zugeschrieben.
Richie SamboraDas Instrument des Bon-Jovi-Gitarristen Richie Sambora wurde für die Belange des melodiösen Hardrock modifiziert: Neben dem Humbucker in Stegposition für den dichten, warmen Klang und dem Floyd-Rose-Tremolo für extreme Effekte verlangte Sambora für seine Gitarre – geschmacklich nicht ganz unumstrittene – perlmuttfarbene Sternchen als Griffbretteinlagen.
Matthias JabsAls einer der wenigen deutschen Musiker erhielt Scorpions-Gitarrist Matthias Jabs ein eigenes Modell der Stratocaster. Die scherzhaft „Jabocaster“ genannte Gitarre verfügt wie das Richie-Sambora-Modell über einen Humbucker in Stegposition und nicht weniger dezente Griffbretteinlagen in Saturnform. Die Gitarre wurde ausschließlich in Rot angeboten.
Jimi Hendrix StratocasterKein Signature-Instrument im eigentlichen Sinne war die im Jahr 1997 vorgestellte Jimi-Hendrix-Stratocaster, da sie erst 27 Jahre nach dem Tod des Künstlers in den Handel kam. Bemerkenswert an Jimi Hendrix und seinen Stratocasters war die Tatsache, dass der Linkshänder Hendrix fast ausschließlich umgedrehte Rechtshänderinstrumente spielte. Linkshänderinstrumente waren in den 1960ern schwer erhältlich und entsprechend teuer. Um den zahlreichen Fans des Musikers ein Instrument zu geben, mit dem sie ihrem Idol auch optisch nahekommen können, wurde die 1997er Jimi-Hendrix-Stratocaster daher ausschließlich für Rechtshänder als umgedrehtes Linkshänderinstrument ausgeliefert; selbst der Fender-Schriftzug auf der Kopfplatte wurde spiegelverkehrt angebracht.
Ritchie BlackmoreDeep-Purple-Gitarrist Ritchie Blackmore erhielt von Fender gleich zwei Signaturinstrumente: Das frühe Modell entspricht optisch einem cremeweißen 1970er CBS-Modell mit großer Kopfplatte, Erlenkorpus, Ahornhals, 3-Punkt Halsverschraubung und Palisandergriffbrett. Das Griffbrett ist im Gegensatz zu den Serienmodellen zwischen den Bünden ausgehöhlt (englisch scalloped), was bestimmte Spieltechniken wie das Saitenziehen (Bending) einfacher machen soll. Da Blackmore ausschließlich den Hals- oder Stegtonabnehmer benutzt, ist der mittlere Tonabnehmer beim ersten Modell eine Attrappe, die anderen beiden sind Seymour Duncan SSL-4 Quarter Pounders. Beim nachfolgenden Modell, nun mit Lace Sensors Gold bestückt, wurden von vorneherein nur zwei Tonabnehmer verbaut, die mittlere Position blieb ähnlich einer Telecaster leer. Das zweite Modell gab es auch als Custom-Shop-Sonderedition mit eingeleimtem Hals, die anderen waren Made (bzw. Crafted) In Japan.
Yngwie MalmsteenDas Instrument des schwedischen Gitarristen Yngwie Malmsteen ist ein Nachbau seiner Play Loud oder The Duck genannten 1972er Stratocaster und weist ebenfalls ein ausgehöhltes Griffbrett auf. Für die von Malmsteen bevorzugten dichten, verzerrten Klänge werden die Instrumente mit DiMarzio-Humbuckern in Single Coil-Form ausgestattet.
Tom DeLongeDer Blink182-Gitarrist Tom DeLonge spielte ebenfalls lange eine Stratocaster-Signature, die nur über einen passiven, sehr outputstarken Humbucker in Stegposition verfügte. Die Signature-Gitarre wurde nicht nur von Fender, sondern auch in einer günstigeren Version unter der Marke Squier vertrieben.
Rory GallagherIm Jahre 1997 trafen sich Donal Gallagher, Bruder des 1995 verstorbenen Bluesgitarristen Rory Gallagher, und die Firma Fender am Los Angeles International Airport, wo Gallagher eine 1961er Stratocaster überreichte, die sein Bruder spielte. Der Gitarrenhersteller baute diese in einer ersten Auflage von 40 Stück für den europäischen Markt nach. Die dreifarbige Gitarre verfügt über 21 Jumbo-Bünde, drei Single Coil-Tonabnehmer, einen Korpus aus Erle sowie einen Hals aus Ahorn.
Mark KnopflerBei der rot-weißen Mark Knopfler Signature Stratocaster, die Fender 2003 einführte, unterlief der Produktion in der ersten Charge ein Fehler: Statt diese in der Originalfarbe „Hot Rod Red“, einem warmen stark leuchtenden Rot hoher Sättigung zu lackieren, wurde diese versehentlich mit „Dakota Red“, einem weniger leuchtenden und etwas kälteren Rot lackiert. Der Legende zufolge soll Mark Knopfler selbst die falsche Farbe in einem Geschäft gesehen und bei Fender reklamiert haben, woraufhin spätere Chargen in der Originalfarbe lackiert wurden.
Weitere Künstler mit Signature-Modellen sind unter anderem David Gilmour, The Edge, Eric Johnson, Stevie Ray Vaughan, Robin Trower, Buddy Guy, John Mayer, Dave Murray, Adrian Smith, Robert Cray, Chris Rea, Hank Marvin (auf 40 Stück weltweit limitiert), Tash Sultana und Bonnie Raitt.

### Berühmte Einzelinstrumente
Durch den Gebrauch berühmter Musiker sind einige Instrumente des Typs Stratocaster selbst zu Ruhm gekommen.

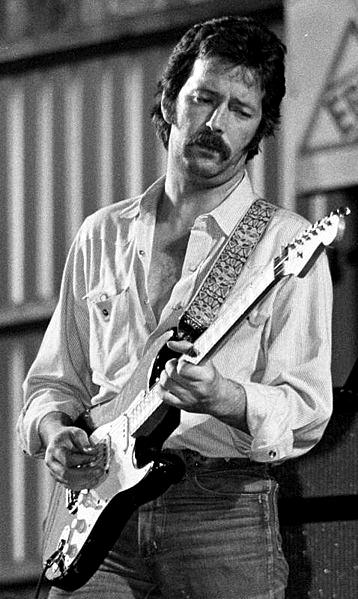
Eric Clapton 1977 mit „Blackie“

FENDER Hank-Marvin-Signature Stratocaster in fiestarot

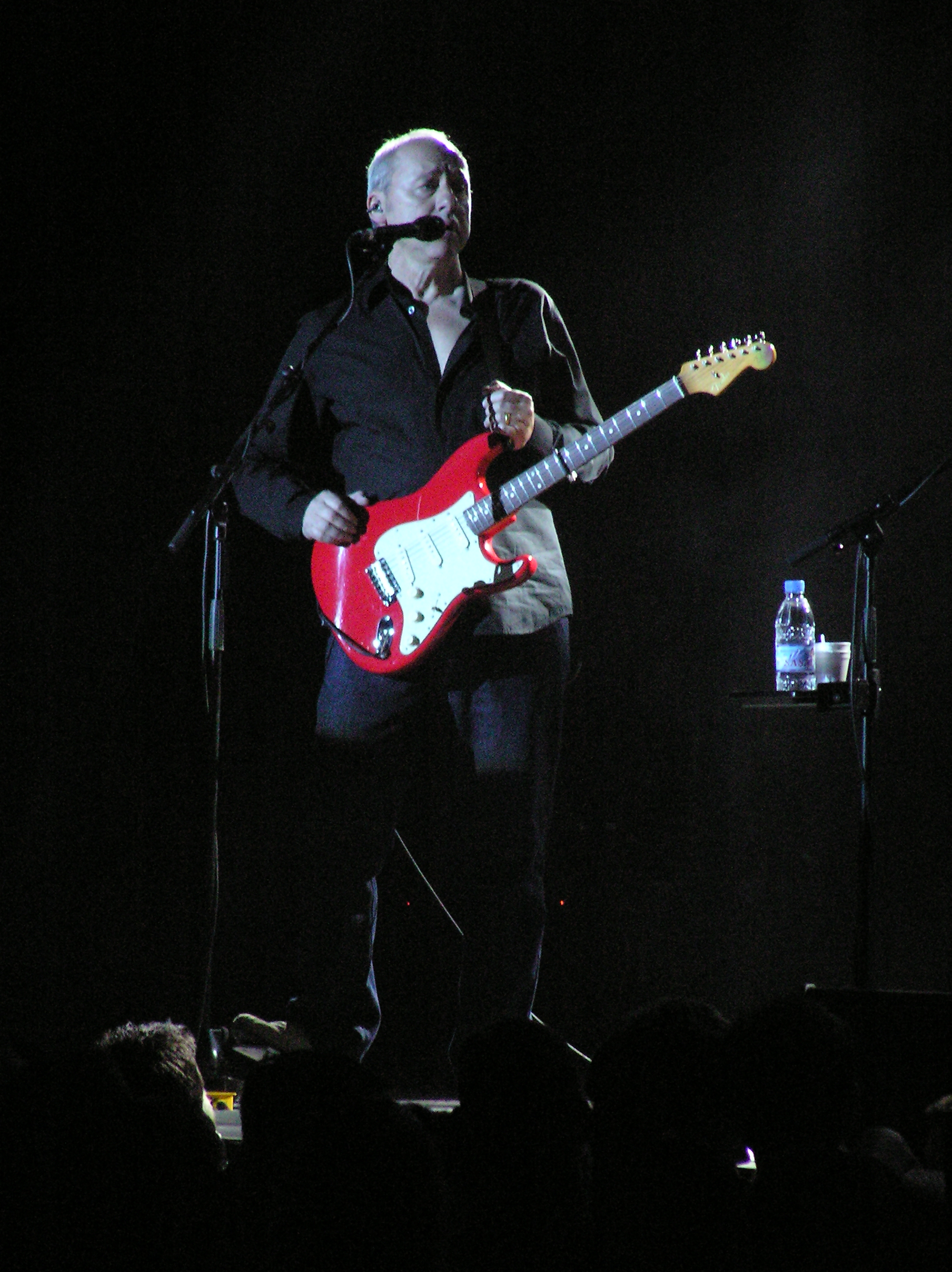
Mark Knopfler mit roter Stratocaster

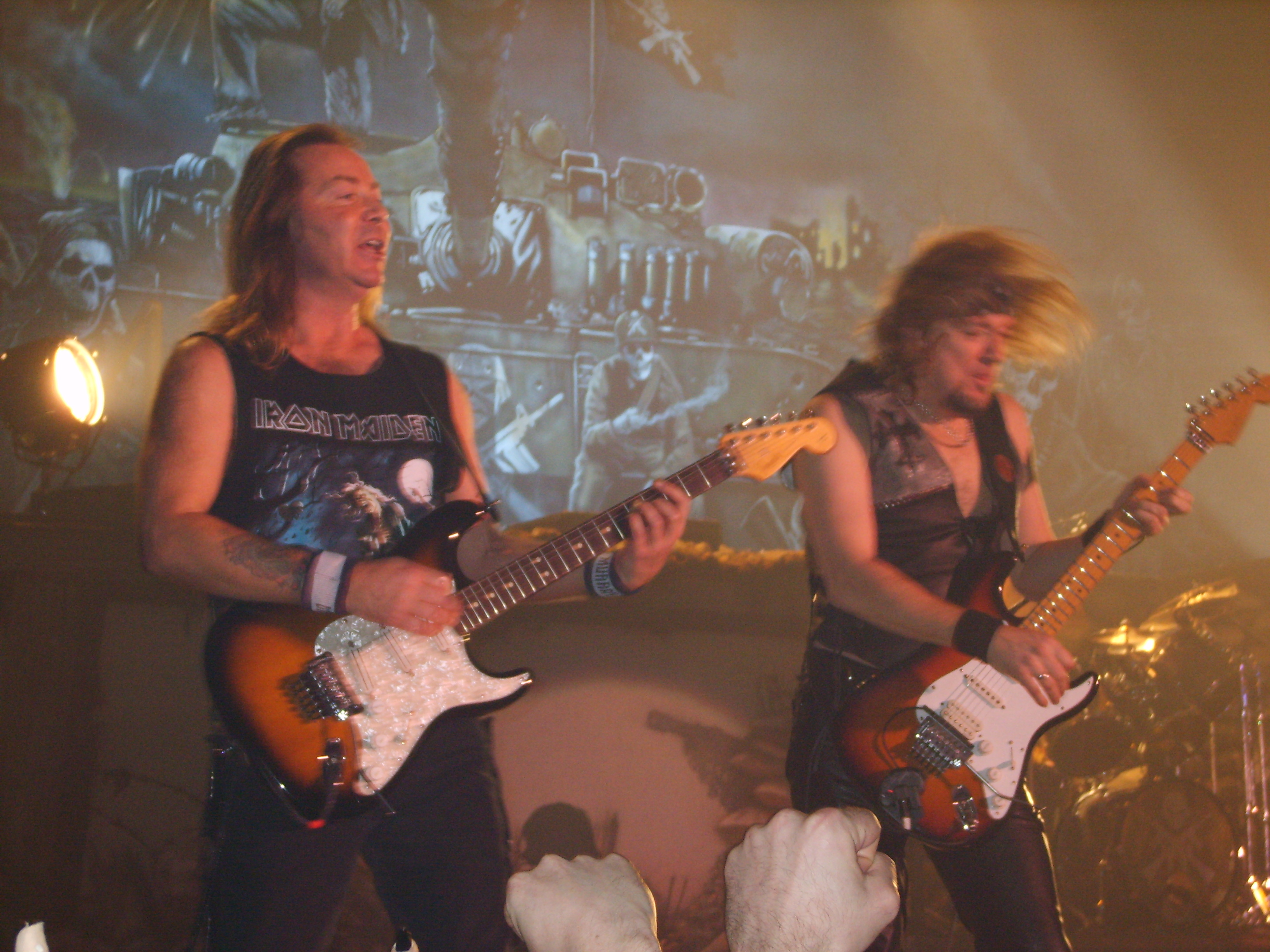
Dave Murray und Adrian Smith mit Stratocaster in Sunburst

Jimi Hendrix Woodstock StratocasterDie von Jimi Hendrix auf dem Woodstock-Festival gespielte Stratocaster blieb im Gegensatz zu vielen anderen Instrumenten des Künstlers erhalten und befindet sich heute in Sammlerhand. Die weiß-beige CBS-Stratocaster aus dem Jahr 1968 mit Ahorngriffbrett und großer Kopfplatte galt zeitweise als teuerstes Instrument der Welt: Hendrix’ Schlagzeuger Mitch Mitchell ließ die Gitarre 1990 vom Londoner Auktionshaus Sotheby’s für ein Höchstgebot von 198.000 £ versteigern. Im Jahr 1993 wurde das Instrument von seinem damaligen Besitzer für 750.000 £ (zu der Zeit etwa 1.300.000 US-Dollar) weiterverkauft. Später erwarb Paul Allen die Gitarre und sie befindet sich heute im Experience Music Project, einem Museum in Seattle, das unter anderem eine Ausstellung über Hendrix beinhaltet und dessen Stifter Allen ist.
Jimi Hendrix Burnt StratocasterAm Anfang seiner Karriere bestand die Krönung von Hendrix’ Bühnenshow im Verbrennen seiner Gitarre. Das erste Instrument, das Hendrix auf diese Weise zerstörte, war eine 1965er Stratocaster, die er 1967 bei einem Auftritt im Londoner Odeon Astoria in Brand steckte. Bei einer Auktion in London im September 2008 wechselte die Gitarre für 280.000 £ (umgerechnet 345.863 Euro) ihren Besitzer.
Mary Kaye StratocasterDie US-amerikanische Sängerin Mary Kaye benutzte in den 1950er Jahren eine Stratocaster in der Sonderfarbe „Blond“ (ein dünnes, das Korpusholz durchscheinen lassendes hell-beige) mit vergoldeten Metallteilen auf Werbefotos und in dem Kinofilm „Cha Cha Cha Boom!“. Obwohl Kaye dieses zu Promotionszwecken ausgeliehene Instrument nie selbst besaß und live vorwiegend mit Archtop-Gitarren der Marke D’Angelico auftrat, wurde der Name Mary Kaye ein Synonym für alle Gitarren mit dieser Farbgestaltung. Da die Farbkombination blond-gold von Fender keinen speziellen Namen erhielt, bezeichnen Musiker und Sammler diese Gitarren seither als „Mary-Kaye-Modell“. Obgleich eine solche Zusammenarbeit zwischen Fender und Mary Kaye niemals geplant war, beugte Fender sich im Jahr 2002 und brachte tatsächlich ein „Mary-Kaye“-Sondermodell in blond-gold heraus. Das originale Instrument wechselte nach Mary Kaye mehrfach den Besitzer und verblieb dabei unter anderem in den Händen des Aerosmith-Gitarristen Jimmy Crespo, der mit dem Instrument das Album „Rock in a Hard Place“ einspielte sowie Pete Townshend von The Who, der das Instrument an seinen Tourmanager Alan Rogan weitergab. Ironischerweise ist die Farbe auf dem Originalinstrument mittlerweile nachgedunkelt und entspricht heute eher einem hellen Braun.
Eric Claptons Blackie und BrownieAus dem umfangreichen Instrumentarium von Eric Clapton stachen zwei Stratocasters besonders hervor: Mit „Brownie“, einer 1956er Stratocaster in Sunburst und mit Ahornhals, spielte Clapton in den 1970ern und 1980ern viele bekannte Stücke im Studio ein (u. a. Layla). Live wurde „Blackie“ schnell Claptons Hauptgitarre; eine schwarze Stratocaster, die Clapton eigenhändig aus den besten Teilen von drei verschiedenen Gitarren zusammengebaut hatte. Beide Instrumente wurden mittlerweile im Auftrag Claptons zugunsten seines „Crossroads Centre“ (ein Rehabilitationszentrum für Alkohol- und Drogensüchtige) versteigert. „Blackie“ wurde vom Guitar Center in Los Angeles ersteigert.
Hank B. Marvins StratocasterDie in der Sonderfarbe „Fiesta Red“ (ein helles deckendes Lachsrot – oftmals auch als „Salmon Pink“ bezeichnet) lackierte und mit vergoldeten Metallteilen versehene Stratocaster des Shadows- und Cliff-Richard-Gitarristen Hank Marvin löste in England eine große Nachfrage nach roten Stratocasters aus: Da Marvin durch die Auftritte mit den Shadows und Cliff Richard zum Vorbild vieler Gitarristen wurde, ist die Farbe „Fiesta Red“ für viele Briten bis heute die einzig „gültige“ für eine Stratocaster. Selbst Gitarristen wie David Gilmour und Mark Knopfler sind bekennende Besitzer von Gitarren in dieser Farbe. Die Nachfrage war in den 1960ern zeitweise so groß, dass Fender unlackierte Gitarren nach England lieferte, die anschließend vom Importeur Selmer rot lackiert wurden. Das Originalinstrument mit der Seriennummer 34346, das sich heute im Besitz des zweiten Shadows-Gitarristen Bruce Welch befindet, ist jedoch ironischerweise das Resultat einer Verwechslung: Als Marvin Cliff Richard vor einer USA-Tournee bat, ihm aus den USA eine „originale Fender-Gitarre“ mitzubringen, dachte Marvin eigentlich an eine Telecaster seines Idols James Burton. Der nicht sonderlich an Gitarren interessierte Richard kaufte in dem Glauben, dass ein international renommierter Gitarrist wie James Burton selbstverständlich das Topmodell der Gitarrenlinie spielen würde, einfach die teuerste Fender-Gitarre, die er finden konnte: Eine Stratocaster mit goldenem Tremolo in roter Sonderlackierung. Marvin integrierte den Klang der Stratocaster und vor allem des unverhofften Tremolos schnell in sein Spiel und wurde mit diesem markanten Ton zum Vorbild vieler Gitarristen.
Rory Gallaghers StratocasterObwohl nicht von den Shadows beeindruckt, hängt die Stratocaster des irischen Bluesrockgitarristen Rory Gallagher trotzdem indirekt mit dem Stratocasterboom um Hank Marvin zusammen: Da Stratocasters in anderen Farben als Rot in England zeitweise nahezu unverkäuflich waren, konnte Gallagher seine Stratocaster in der Standardfarbe Sunburst zu einem besonders günstigen Preis erwerben. Von der ursprünglichen Farbe ist heute nicht mehr viel übrig: Durch die harte Spielweise und den schonungslosen Umgang des Künstlers mit seinem Instrument ist die ursprüngliche Lackierung großflächig abgeblättert und nur noch fragmentarisch erhalten. Das nackte Korpusholz ist durch Schweiß und Umwelteinflüsse zu einem ungleichmäßigen Grau-Braun verwittert, die Bünde des Halses sind mehrfach ausgetauscht und zuletzt durch dicke Gibson-Bünde ersetzt worden. Die Kopfplatte, die verschiedene Macken und Absplitterungen aufweist, besitzt nach Reparaturen unterschiedliche Mechaniken (5× Gotoh, 1× Schaller). Die hintere Abdeckplatte des Tremolofachs fehlt gänzlich. Eine ebenfalls fehlende Bundmarkierung auf dem Griffbrett wurde im Lauf der Zeit durch einen weißen Plastikpunkt ersetzt. Trotz dieser äußerlichen Schäden ist der legendäre Klang dieses Instruments auf nahezu allen Einspielungen Gallaghers zu hören. Das Instrument wird – mit allen Schäden – mittlerweile als Nachbau von Fender angeboten. Das Originalinstrument befindet sich seit dem Tod des Musikers im Jahr 1995 im Besitz der Familie Gallagher.
Buddy Hollys StratocasterDer US-amerikanische Rock-’n’-Roll-Musiker Buddy Holly war einer der Ersten, die Mitte der 1950er Jahre Stratocasters auf der Bühne und im Studio spielten. Sein Instrumentarium ist seit seinem plötzlichen Tod im Jahr 1959 nahezu unangetastet. Während Holly bei einem Flugzeugabsturz auf dem Weg zu einem Auftritt ums Leben kam, befanden sich seine Stratocasters in dem Bus, mit dem seine Begleitband hinterherfuhr. Die Stratocasters von Buddy Holly sind seit jenem Tag, der als The Day the Music Died bekannt wurde, nicht mehr gespielt worden und befinden sich heute in nahezu neuwertigem Zustand.
David Gilmours Black StratIm Juni 2019 wurden 120 Gitarren aus der Sammlung David Gilmours im Auktionshaus Christie’s versteigert. Unter den Einzelstücken war eine schwarze Stratocaster, die sich seit 1970 in Besitz des Musikers befand. Das Instrument kam unter anderem im Song Shine On You Crazy Diamond zum Einsatz. Das Exemplar wurde für 3.975.000 USD ersteigert, der höchste bis dato bei einer Auktion für eine Gitarre erzielte Preis. Die Erlöse sollen der Umwelt- und Klimaschutzorganisation ClientEarth zugutekommen.

## Instrumente anderer Hersteller

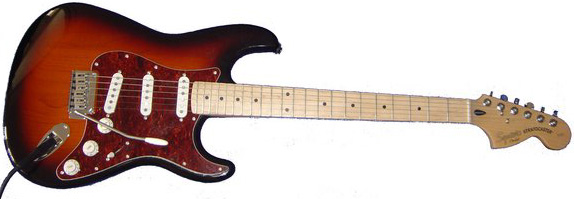
Squier Stratocaster

Die Stratocaster gilt als meistkopierte E-Gitarre, wie man an Plagiaten wie der sogenannten Hertiecaster E-Gitarre erkennen kann. Nahezu jeder Hersteller hatte zumindest zeitweise Stratocaster-inspirierte Instrumente im Programm. Obwohl Fender versucht, die allzu genauen Kopien und Plagiate mit gerichtlicher Hilfe zu unterbinden, wird die Stratocaster nach wie vor nachgeahmt.
Während einige Hersteller sich darauf spezialisiert haben, auf der Basis der Stratocaster unter wechselnden Namen günstige Einsteigerinstrumente herzustellen, gehen andere den Weg des sogenannten „Customizing“. Dabei steht meist eine Veredelung der ursprünglichen Konstruktion im Vordergrund, um das Großserien-Image des Instruments abzustreifen. Folglich wird bei diesen Instrumenten großer Wert auf Details wie hochwertige Holzauswahl, aufwändige Elektronik, geleimte Hälse und eine edle Optik gelegt. Bekannte Hersteller dieser Instrumente sind u. a. Sadowsky und Valley Arts. Allen Nachbauten ist gemeinsam, dass sie leichte Veränderungen im Design aufweisen (andere Form der Kopfplatte, leicht geänderter Korpus etc.). Damit soll vermieden werden, sich Plagiatsvorwürfen von Fenders Anwälten stellen zu müssen.
Um der Flut von Kopien und Plagiaten entgegenzutreten, lässt Fender seit den 1980er Jahren neben der Marke Fender auch unter dem damals neuen Markennamen Squier eigene Kopien der Stratocaster herstellen. Die in Asien produzierte Produktpalette reicht dabei von günstigen Einsteigerinstrumenten bis hin zu Kopien bestimmter Instrumente aus der Geschichte Fenders. Vereinzelt tauchen auch Eigenentwicklungen auf, die an bestimmte Fendermodelle lediglich angelehnt sind.
Leo Fenders 1980 zusammen mit George Fullerton gegründete Firma G&L Musical Instruments stellt ebenfalls Stratocaster-ähnliche E-Gitarren her. Die ersten Gitarren von Leos Firma waren jedoch zunächst nur grob an der Stratocaster orientiert, da Leo die Strat zeitlebens für überbewertet hielt und unermüdlich an vermeintlich besseren Instrumenten arbeitete. So erinnerte die G&L Comanche von Form und Ausstattung durchaus an die Stratocaster, war jedoch von Leo in vielen Punkten weiterentwickelt worden. Die drei Tonabnehmer besaßen sogenannte Splitcoils (in der Mitte geteilte Singlecoils nach dem Prinzip des Precision Bass), die Brummen und Störgeräusche wirkungsvoll unterdrückten. Das Vibrato wurde weiterentwickelt und viele kleine Schalter ermöglichten es, den Klang der Gitarre massiv zu beeinflussen. Unglücklicherweise waren viele der erzeugbaren Klänge sehr schrill und hart, da Leo Fender sich bei der Konstruktion der Prototypen auch im hohen Alter auf sein nachlassendes Gehör verließ. Erst nachdem Leo ein Hörgerät erhalten hatte, änderte sich der Klang der Instrumente wieder hin zu den gewohnt warmen Tönen. Um den Druck des Musikmarktes auf den kleinen Hersteller abzumildern, konstruierten Mitarbeiter von G&L an Leo vorbei die G&L Legacy (deutsch „Erbe“), die abgesehen von dem verbesserten Tremolo eine Stratocaster nach herkömmlicher Bauart darstellte. Leo duldete dieses Instrument, welches heute neben der ASAT (Version der Telecaster von G&L) zu den Standbeinen des Unternehmens gehört.

## Die Stratocaster in der Musik
Der charakteristische Klang der Stratocaster zeichnet sich durch einen gläsernen, transparenten bis scharfen Ton aus, der sich im Bandgefüge gut durchsetzt. Als Ursache für diesen Ton werden häufig die Single-Coil-Tonabnehmer in Verbindung mit den verwendeten Hölzern, der Tremolokonstruktion und der vergleichsweise langen Mensur von 648 mm genannt. Einzelne Spieler behaupten zudem, dass die im Korpus angebrachten Federn des Tremolos durch unbeabsichtigtes Mitschwingen eine Art mechanischen Halleffekt erzeugen. Im Gegensatz zur Telecaster fehlen der Strat größtenteils die schrillen Höhen, gegenüber der Gibson Les Paul klingt die Stratocaster eher hell mit geringerem Sustain.
Waren die ersten Stratocaster-Spieler Countrygitarristen aus dem direkten Umfeld der örtlichen kalifornischen Countryszene wie Bill Carson, Rex Gallion oder Eldon Shamblin, wurde die „Strat“ im Lauf der 1950er vor allem von Surf- und Rock-’n’-Roll-Musikern geschätzt. Buddy Holly benutzte die Stratocaster für seine Aufnahmen und Liveauftritte; der helle, drahtige Klang seines Instruments ist deutlich im Lied „That’ll be the day“ zu hören. Einen anderen Weg schlug der Surfrocker Dick Dale ein, der mit der Stratocaster und dem bei den Fender-Verstärkern neu eingeführten Halleffekt einen pulsierenden, donnernden Klang erzeugte. Das durch den Film „Pulp Fiction“ zu erneuter Bekanntheit gelangte Lied „Misirlou“ zeigt exemplarisch Dales Technik auf der Stratocaster. Inspiriert durch den klaren Twang der Surfmusik erzielte die Band „The Shadows“ mit ihrem Leadgitarristen Hank Marvin sowohl als Begleitband für Cliff Richard, als auch mit eigenen Instrumentals Charterfolge. Marvins klarer, vom Tremolo der Strat geprägter Ton ist in den Liedern „FBI“ oder „Apache“ deutlich zu hören.
Im Verlauf der 1960er geriet die Stratocaster vorübergehend aus der Mode: Die Beatles spielten Epiphone, Gretsch und Rickenbacker, Blues-Musiker bevorzugten den Sound der Gibson Les Paul. Die Gitarre erlebte 1967 ein Comeback, als Jimi Hendrix der Gitarre neue und ungewohnte Klänge entlockte: Hendrix spielte die Stratocaster in großer Lautstärke über voll aufgedrehte Marshall-Verstärker und verfremdete den Klang der Stratocaster zudem mit verschiedenen Effektgeräten wie Wah-Wah, Fuzz oder Phaser. Durch die hohe Lautstärke setzten kreischende Rückkopplungen ein, die von Hendrix ins Spiel integriert wurden. Weiter nutzte Hendrix das Tremolo, welches vorher nur für ein leichtes „Schimmern“ der Töne eingesetzt wurde, für dröhnende, motorenähnliche Klänge bis hin zum völligen Erschlaffen der Saiten. Viele dieser ausgefallenen Spieltechniken sind in Hendrix’ Version des „The Star-Spangled Banner“ auf dem Woodstock-Festival zu hören, wo er in die US-amerikanische Nationalhymne den Klang von angreifenden Flugzeugen und explodierenden Bomben einwebte. Spätestens mit dem charakteristischen Intro des 1972er Titels „Smoke on the Water“ der Band Deep Purple gilt die Kombination Stratocaster-Marshall als Standard in der Rockmusik.
Im Gegensatz zu den schweren Tönen der Rockmusik wurde die Stratocaster in der Funk und Discomusik der 1970er Jahre für einen extrem hellen, gläsernen Klang beliebt: Mit dem gezielten Ausfiltern bestimmter Frequenzen durch Effektgeräte, Equalizer und das direkte Anschließen der Gitarre an das Mischpult ohne Verstärker wurde ein höhenreicher, dünner, sauberer Klang erzeugt, der auf vielen Produktionen der Zeit zu hören ist. Der Gitarrist Nile Rodgers der Gruppe Chic nutze diesen Klang u. a. auf der Hitsingle „Le Freak“.
Der perlende, glockige Klang der sogenannten „Zwischenstellungen“, bei denen jeweils der Steg- oder Halstonabnehmer mit dem mittleren kombiniert wird, wird häufig für unverzerrte Klänge benutzt. Beispiele finden sich sowohl bei Lynyrd Skynyrd („Sweet Home Alabama“) oder bei den Dire Straits, wo Gitarrist Mark Knopfler den Klang bei Titeln wie „Sultans of Swing“ durch sein charakteristisches Finger-Picking (Anschlagen der Saiten mit den Fingern anstatt mit einem Plektrum) noch verstärkt.

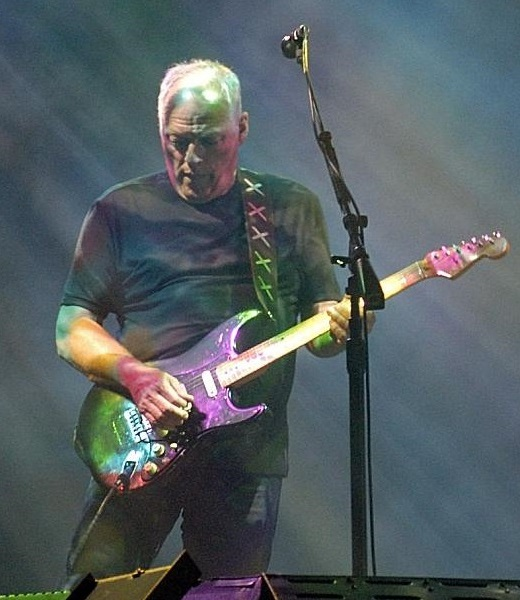
David Gilmour mit Stratocaster (2006)

Gitarrist David Gilmour schneidet auf Aufnahmen wie „Shine On You Crazy Diamond“ mit dem hellen, durchsetzungsfähigen Klang der Stratocaster durch die keyboardlastigen Arrangements von Pink Floyd; Yngwie Malmsteen setzt die Stratocaster bei seinem durch klassische Musik inspirierten Hardrock ein. Namhafte Gitarristen wie Jeff Beck (u. a. Yardbirds), Eric Clapton, Robert Cray, Richie Sambora (Bon Jovi), Chris Rea, John Frusciante (Red Hot Chili Peppers) benutzen vorwiegend Stratocasters, aber auch Bluesgitarristen wie Stevie Ray Vaughan, Buddy Guy und Rory Gallagher.
Anlässlich eines europaweiten Wettbewerbs zum 50. Geburtstag der Fender Stratocaster im Jahr 2004 gewann der deutsche Gitarrist Thomas Blug den vom britischen Fender-Vertrieb ausgelobten Titel „Stratking of Europe“.

## Die Stratocaster in Design und Kunst

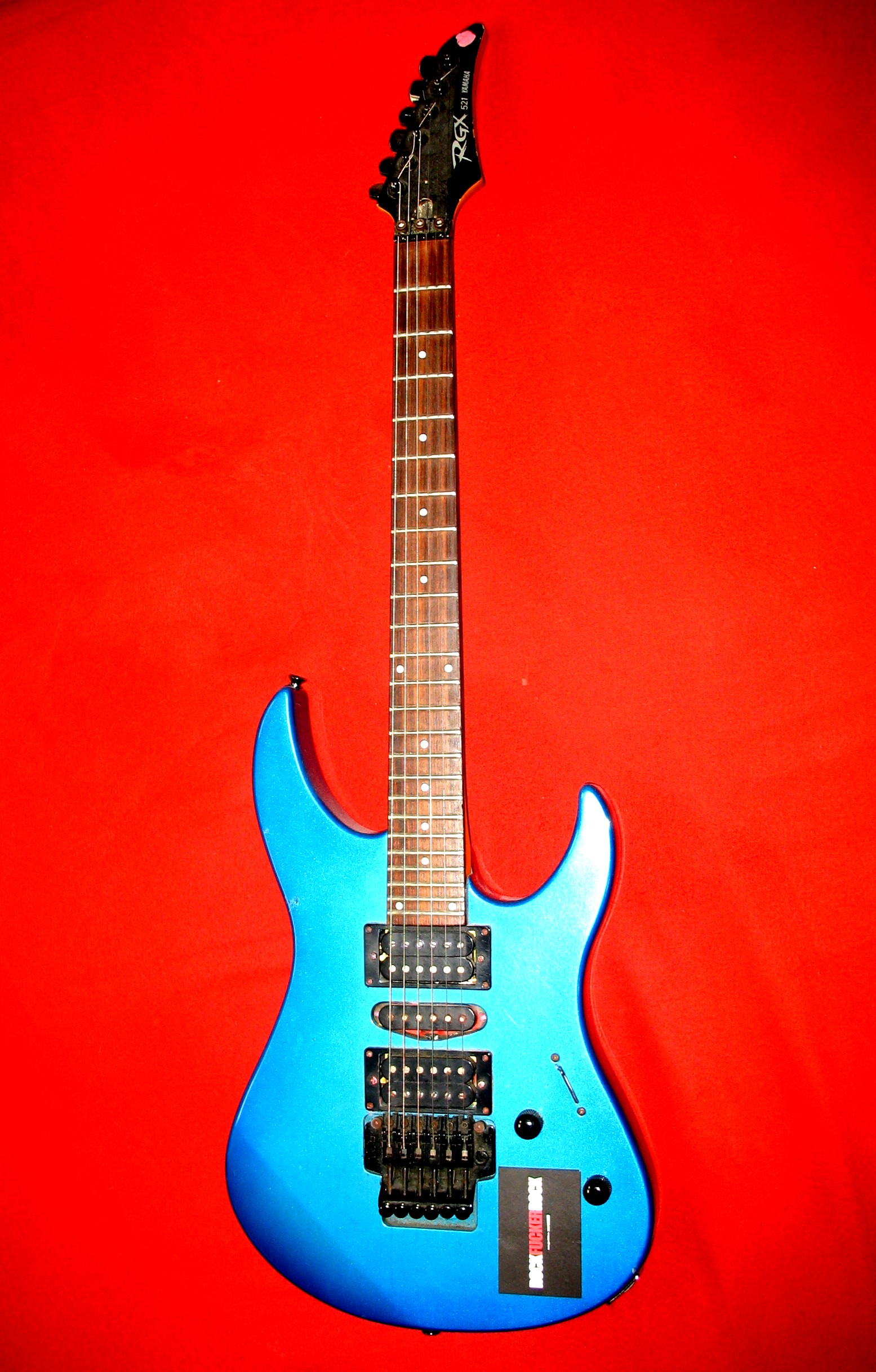
Superstrat von Yamaha

Das radikal neue Design der Stratocaster galt bei ihrem Erscheinen im Jahr 1954 als wegweisend und wurde nicht nur bestimmend für das Aussehen von elektrischen Gitarren, sondern auch in weiteren Designbereichen.
Im Instrumentenbau machte die Stratocaster endgültig klar, dass eine elektrische Gitarre jede Form annehmen kann, die stabil und einigermaßen bequem zu bespielen ist. Da der Korpus nicht mehr in dem Maße für den Klang des Instruments verantwortlich ist wie bei akustischen Gitarren, war Designern nun nahezu freigestellt, wie eine E-Gitarre aussehen konnte. Waren frühe E-Gitarren wie die Instrumente von Paul Bigsby, die Fender Telecaster oder die Gibson Les Paul noch grob an den Konturen einer herkömmlichen akustischen Gitarre orientiert, standen bei der Stratocaster Ergonomie und modernes Design im Vordergrund. Unterstützt wurde dies noch von den deckenden „Custom Colors“ in Form von bunten Autolacken, die durch ihre kunststoffartig-glatten Oberflächen mit der Holzoptik traditioneller Instrumente brachen. Mit der Stratocaster erlebte die noch junge Industrie des E-Gitarrenbaus einen Designboom: Konkurrent Gibson experimentierte mit neuen Formen wie der zackigen Explorer oder der pfeilförmigen Flying V und stellte für die Formgebung der Firebird den Automobildesigner Ray Dietrich an. Die Firma National experimentierte in den 1960ern mit Korpora aus glasfaserverstärktem Kunststoff, die im Umriss grob an die Landkarte der USA erinnerten. In Deutschland wurden Firmen wie Höfner, Hoyer und Framus stark von Fenders neuer Gitarre beeinflusst, ohne dabei eigene Ideen wie ausgefallene Elektronik und die charakteristischen Schichtholzhälse aus heimischen Hölzern zu vernachlässigen. Die Konstruktion und Form der Stratocaster entwickelte sich zu einem Standard für E-Gitarren; die Bezeichnung Strat wurde umgangssprachlich zum Oberbegriff für alle Stratocaster-ähnlichen Instrumente.

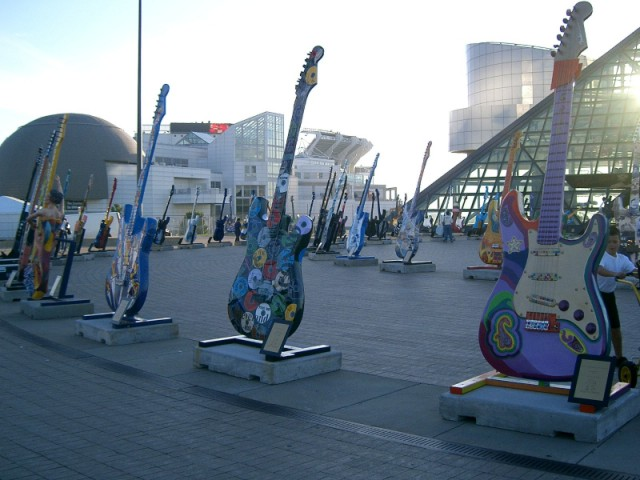
Überlebensgroße Stratocasters vor der Rock and Roll Hall of Fame

Mit dem beginnenden Hardrock begannen viele Hersteller zum Ende der 1970er zudem, die Grundidee der Stratocaster den neuen Spielstilen anzupassen. Die Korpusformen wurden spitzer, die Griffbretter wurden auf 24 Bünde verlängert, das Tremolo wurde durch stimmstabile Floyd-Rose-Systeme ersetzt und als Tonabnehmer kamen leistungsstarke Humbucker oder aktive Elektroniken zum Einsatz. Diese hochgerüsteten Instrumente von Herstellern wie Ibanez, Jackson, ESP oder Kramer werden von Musikern häufig als „Superstrats“ bezeichnet.
In Kunst und Design fand die Stratocaster als Symbol des Rock ’n’ Roll ebenfalls Einzug. Passte die Stratocaster mit ihren organisch fließenden Formen in Designstile der 1950er, so blieb die Form durch die als rebellisch angesehene Rockmusik zeitlos. Die Grundform der Stratocaster wird daher bis heute häufig als optischer Ausdruck des Rock ’n’ Roll verwendet und findet sich – mehr oder minder stilisiert – auf zahllosen Plattencovern, Konzertplakaten und ähnlichem wieder.